# Música do Brasil

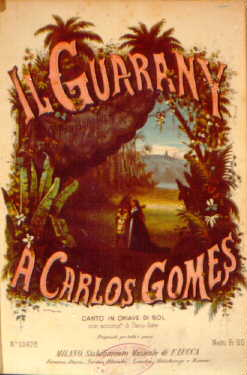
Capa da partitura da ópera O Guarani de Carlos Gomes.

A música do Brasil é uma das expressões mais importantes da cultura brasileira. Formou-se, principalmente, a partir da fusão de elementos europeus, indígenas e africanos, trazidos por colonizadores portugueses e por negros escravizados, oriundos sobretudo das regiões de Moçambique, do Congo e de Angola.
Até o século XIX, Portugal foi a principal porta de entrada para a maior parte das influências que construíram a música brasileira, tanto a erudita como a popular, introduzindo a maioria do instrumental, o sistema harmônico, a literatura musical e boa parcela das formas musicais cultivadas no país ao longo dos séculos, ainda que diversos destes elementos não fossem de origem portuguesa, mas genericamente europeia. A maior contribuição do elemento africano foi a diversidade rítmica e algumas danças e instrumentos — a exemplo do maracatu —, que tiveram um papel maior no desenvolvimento da música popular e folclórica. O indígena deixou grande influencia na música brasileira principalmente nas regiões norte e nordeste e são bem presentes em ritmos como carimbó e lundu marajoara, além de pequenas influencias rítmicas em outros gêneros de gênese negra.
A partir de meados do século XVIII se intensificou o intercâmbio cultural com outros países além da metrópole portuguesa, provocando uma diversificação, como foi o caso da introdução da ópera italiana e francesa, das danças como a zarzuela, o bolero e habanera de origem espanhola, e das valsas e polcas germânicas, que se tornaram vastamente apreciadas. Com a crescente influência de elementos melódicos e rítmicos africanos, a partir de fins do século XVIII a música popular começou a adquirir uma sonoridade caracteristicamente brasileira, que se consolida na passagem do século XIX para o século XX principalmente através da difusão do lundu, do frevo, do choro e do samba.
No século XX verificou-se um extraordinário florescimento tanto no campo erudito como no popular, influenciado por uma rápida internacionalização da cultura e pelo desenvolvimento de um contexto interno mais rico e propício ao cultivo das artes. É o período em que a música nacional ganha também em autonomia e identidade própria, embora nunca cessasse — e de fato crescesse — a entrada de novas referências estrangeiras. A produção de Villa Lobos é o primeiro grande marco do brasilianismo musical erudito, mais tarde desenvolvido por muitos outros compositores, e combatido por outros, que adotam estéticas como o dodecafonismo e mais tarde a música concreta e a música eletrônica. No mesmo período a música popular ganha o respeito das elites e consolida gêneros que se tornaram marcas registradas do Brasil, como o samba e a bossa nova, ao mesmo tempo em que o rock e o jazz norte-americanos são recebidos no país com grande sucesso, adquirem feições próprias e conquistam legiões de fãs. Gêneros regionais de origem folclórica como a música sertaneja, o baião, o forró e vários outros também ganham força e são ouvidos em todo o território nacional.
Esse crescimento exponencial em quantidade e qualidade da atividade musical ao longo do século XX, que inclui o surgimento de inúmeras escolas básicas e academias superiores, gravadoras, fábricas de instrumentos, orquestras sinfônicas e conjuntos diversificados, emissoras de rádio e televisão, editoras de partituras, festivais e outras vias de produção e divulgação, tornou a música brasileira conhecida e apreciada internacionalmente, sendo objeto também de intenso estudo especializado no Brasil e no estrangeiro.

## Música erudita

### Primórdios

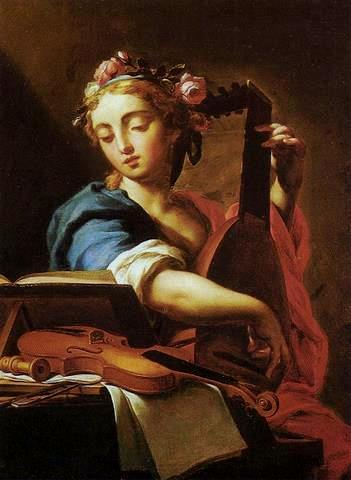
Francisco da Silva Romão: Santa Cecília, padroeira dos músicos. Museu de Arte da Bahia.

O que se conhece dos primeiros tempos da música erudita no Brasil é muito pouco. Não se pode pintar um panorama da música nacional durante os dois primeiros séculos de colonização sem sermos obrigados a deixar amplos espaços em branco. Os primeiros registros de atividade musical consistente provêm da presença dos padres jesuítas, estabelecidos aqui desde 1549. Dez anos depois já haviam fundado aldeamentos para os índios (as chamadas reduções) com alguma estrutura educativa musical. Nestes tempos de desbravamento e fundação de uma nova civilização, as cidades eram poucas e mesmo as mais importantes não passavam de pequenos povoados. É testemunha da importância atribuída à música a contratação, já em 1553, de Francisco de Vaccas como mestre-de-capela da Catedral de Salvador, o que também indica a existência de uma estrutura mínima para uma prática musical estável apenas quatro anos após a fundação da cidade.
Um século mais tarde as reduções do sul do Brasil, fundadas por jesuítas espanhóis, conheceriam um florescimento cultural vigoroso e exuberante, onde funcionaram verdadeiros conservatórios musicais, e relatos de época atestam a fascinação do índio pela música da Europa e sua competente participação tanto na construção de instrumentos como na prática instrumental e vocal. Os padrões de estilo e interpretação eram naturalmente todos da cultura da Europa, e o objetivo desta musicalização do gentio era acima de tudo catequético, com escassa ou nula contribuição criativa original de sua parte. Com o passar dos anos os índios remanescentes dos massacres e epidemias foram se retirando para regiões mais remotas do Brasil, fugindo do contato com o branco, e sua participação na vida musical nacional foi decrescendo até quase desaparecer por completo.

### Expansão
O mesmo caso de dominação cultural ocorreu no caso do negro, considerados uma raça inferior, cuja cultura era desprezível demais para ser levada a sério pela cultura oficial. Mas seu destino seria diferente do índio. Logo sua musicalidade foi notada pelo colonizador, e sendo uma etnia mais prontamente integrável à cultura dominante do que os arredios índios, negros e mulatos passaram a ser educados musicalmente — dentro dos padrões portugueses, naturalmente — formando orquestras e bandas que eram muito louvadas pela qualidade de seu desempenho. Sua participação foi decisiva para a consolidação da música brasileira. Segundo André Cardoso, a maciça maioria dos músicos profissionais em atividade no Brasil colonial eram mulatos forros, não apenas no campo da execução, mas eram responsáveis na mesma medida também pela atividade compositiva. Na ausência de um sistema de mecenato privado e com raras igrejas mantendo grupos estáveis, sua sobrevivência era assegurada pelo ingresso em irmandades musicais, que funcionavam como sindicatos e entidades de mútuo socorro, e, mais do que isso, monopolizavam a contratação de obras e espetáculos musicais encomendados pelas Câmaras municipais e a maior parte da música de Igreja. Essas irmandades construíram muitas igrejas para seu uso privado, onde havia uma estrutura musical permanente. Mas a contribuição autenticamente negra à música brasileira, em termos de composição, teria de esperar até o século XX para poder se manifestar em toda sua riqueza.
Enquanto que até o início do século XVIII a maior parte da música erudita era praticada na Bahia e Pernambuco, música da qual nada se conhece senão relatos literários e iconografia, já que todas as partituras foram perdidas, em seguida já vemos uma atividade musical se disseminar em todas as partes do país dotadas de alguma estrutura mais ou menos estabilizada, formando-se um público apreciador em todas as classes sociais, com novos centros no Rio de Janeiro, São Paulo, Pará e Maranhão. As pequenas orquestras privadas se multiplicam, as irmandades atuam intensamente, as igrejas apresentam rica variedade de música, as corporações militares possuem suas bandas estáveis e a ópera de matriz napolitana torna-se verdadeira mania. Salas de concerto e teatros aparecem em diversas cidades, especialmente em Salvador, São Paulo, Recife e no Rio de Janeiro - algumas bastante luxuosas. São de lembrar, na primeira metade do século, os nomes de Luís Álvares Pinto, mestre de capela da Igreja de São Pedro dos Clérigos em Recife, do padre Caetano de Mello de Jesus, compositor e insigne teórico na Bahia, e Antônio José da Silva, o Judeu, que fez sucesso em Lisboa como autor de libretos mordazes, escritos para comédias de costumes que seriam muito encenadas também no Brasil até o Império, e cuja parte musical era do compositor Antônio Teixeira.

### A Escola Mineira

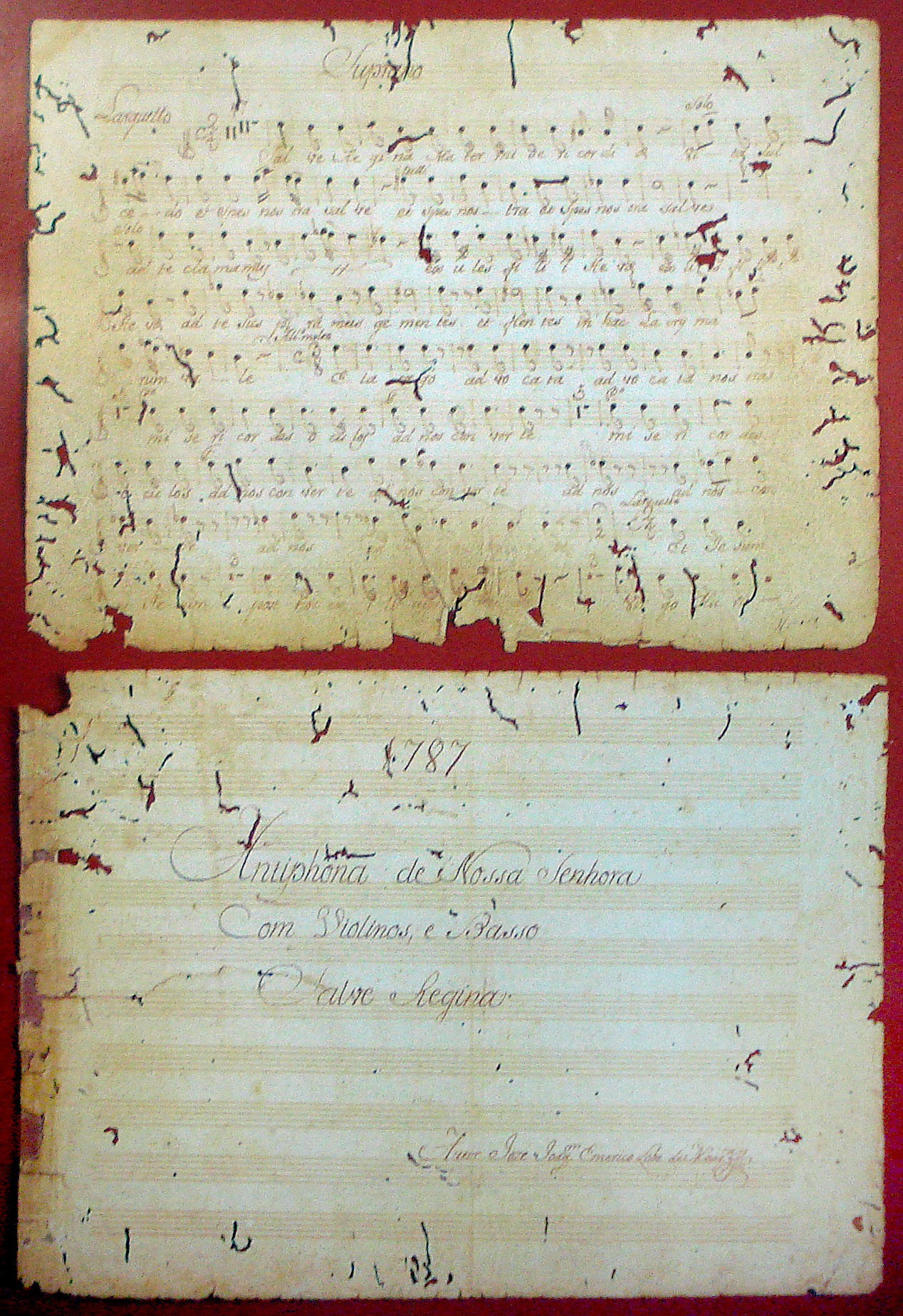
Partitura autógrafa da antífona Salve Regina de Lobo de Mesquita

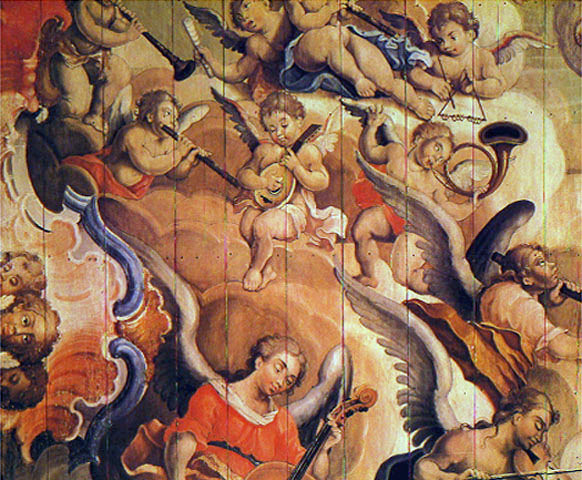
Detalhe de pintura de Mestre Ataíde mostrando anjos músicos. A iconografia fornece informações sobre o instrumental utilizado na época.

Na segunda metade do século XVIII um grande florescimento musical aconteceu na Capitania das Minas Gerais, especialmente na região de Ouro Preto, Mariana e Diamantina, onde a extração de grandes quantidades de ouro e diamantes destinados à metrópole portuguesa atraiu uma população considerável que deu origem a uma próspera urbanização. Ali a vida musical, tanto pública como privada, religiosa ou secular, foi muito privilegiada, registrando-se a importação de grandes órgãos para as igrejas e de partituras europeias pouco tempo após sua publicação em seus países originais. Neste período surgiram as mais antigas orquestras do Brasil ainda em atividade, a Lira Sanjoanense e a Orquestra Ribeiro Bastos, e os primeiros compositores importantes naturais da terra, muitos deles mulatos. Dignos de nota foram José Joaquim Emerico Lobo de Mesquita, talvez o mais importante deste grupo, Manoel Dias de Oliveira, Francisco Gomes da Rocha, Marcos Coelho Neto (pai) e Marcos Coelho Neto (filho), todos muito ativos. Trazem obras suas algumas das mais antigas partituras escritas no Brasil a chegarem até os nossos dias, ainda que a maior parte de sua produção também tenha se perdido. Mas dentre o que restou são exemplos notáveis um Magnificat de Manuel Dias de Oliveira e a célebre Antífona de Nossa Senhora, de Lobo de Mesquita. Impressionam as estatísticas da época do apogeu mineiro: em Diamantina existiriam dez regentes em atividade, o que implicaria um corpo de músicos profissionais de pelo menos 120 pessoas; em Ouro Preto teriam atuado cerca de 250 músicos, e mais de mil em toda a Capitania, sem contar os diletantes, que deveriam compor uma legião adicional, uma quantidade maior do que a que existia na metrópole portuguesa na mesma época, como informou Vasco Mariz.
Graças a esta opulência, e à sua consistência e uniformidade estética, justifica-se a denominação do grupo de compositores ativos na região como a "Escola Mineira". Muito já foi publicado sobre ela descrevendo-a como uma escola barroca, já que comparativamente o estilo Barroco ainda sobrevivia forte nas artes visuais brasileiras, mas atualmente se considera a Escola como fruto da rápida penetração da influência neoclássica, derivada especialmente de Haydn, Mozart, Pleyel, Boccherini e outros, cujas obras circulavam impressas e eram avidamente procuradas e copiadas, e só raramente se percebem ecos da estética que antes prevalecera. Até há pouco tempo em grande parte desconhecido, este acervo de música colonial, quase em totalidade no gênero sacro, vêm recebendo mais atenção no Brasil e também no exterior, especialmente após as pesquisas realizadas por Francisco Curt Lange nos anos 40, e hoje está sendo mais amplamente estudado e divulgado.
Com o esgotamento das minas no fim do século o foco da atividade musical se deslocaria para outros pontos, especialmente o Rio de Janeiro e São Paulo. Nesta, merece menção André da Silva Gomes, de origem portuguesa, Mestre de Capela da Catedral, deixando bom número de obras e dinamizando a vida musical da cidade.

### O Classicismo

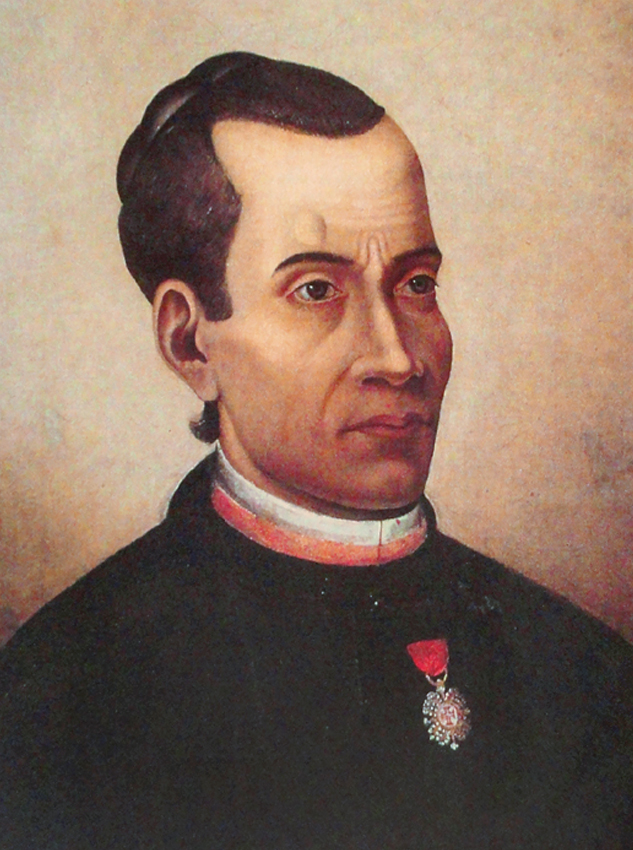
Padre José Maurício Nunes Garcia.

Fator crucial para a transformação da vida musical e dos parâmetros estéticos brasileiros seria a chegada da corte portuguesa ao Rio de Janeiro em 1808. Até então o Rio não se distinguia em nada de outros centros culturais do país, sendo mesmo inferior a Minas e aos centros nordestinos, mas a presença da corte alterou radicalmente a situação, concentrando todas as atenções e servindo como grande estímulo a um outro florescimento artístico, já de molde claramente classicista. Dom João VI havia trazido consigo a vasta biblioteca musical dos Bragança - uma das melhores da Europa na época - e rapidamente mandou vir músicos de Lisboa e castrati da Itália, reorganizando a Capela Real agora com cerca de 50 cantores e uma centena de instrumentistas, e mandou construir um suntuoso teatro, chamado de Real Teatro de São João. A música profana contou com a presença de Marcos Portugal, nomeado Compositor da Corte e Mestre de Música dos Infantes, e de Sigismund von Neukomm, que contribuíram com apreciável quantidade de obras próprias e também para divulgar na capital o trabalho de importantes autores europeus, como Mozart e Haydn.
Neste ambiente atuou o primeiro grande compositor brasileiro, o padre José Maurício Nunes Garcia. Homem de grande cultura para sua origem - era mulato e pobre - foi um dos fundadores da Irmandade de Santa Cecília no Rio, professor de muitos alunos, Pregador Régio e Mestre da Capela Real da Sé durante a estada de Dom João VI no Brasil. Deixou extensa obra de alta qualidade, onde se destacam a Missa Pastoril, a Missa de Santa Cecília, o Officium de 1816, e as intensamente expressivas Matinas de Finados, para coro a capella, além de alguma música instrumental e obras teóricas. São interessantes neste período também as figuras de Gabriel Fernandes da Trindade, compositor de modinhas e das únicas peças camerísticas remanescentes do início do século XIX, um conjunto de refinados Duos Concertantes para violinos, Damião Barbosa de Araújo, que segundo Vasco Mariz foi na Bahia o que o padre Maurício representou no Rio, e João de Deus de Castro Lobo, que atuou nas já decadentes Mariana e Ouro Preto, mas deixando obra de grande qualidade.
Este período de brilho não duraria muito. Em 1821 o rei foi obrigado a retornar a Lisboa, levando consigo a corte, e a vida cultural no Rio esvaziou-se de súbito. Apesar do entusiasmo de Dom Pedro I pela música, sendo ele mesmo autor de algumas peças e da música do Hino da Independência, a difícil situação financeira gerada pela independência não permitia muitos luxos. O incêndio do Teatro de São João em 1824 foi outro golpe, apesar de ter sido restaurado e reinaugurado sob o nome de Teatro de São Pedro de Alcântara e continuar com suas récitas operísticas. Com a abdicação de Dom Pedro em 1831 e a consequente instabilidade política e social durante a menoridade de seu sucessor, o cenário se estreitou ainda mais e foi dissolvida a Capela Imperial, permanecendo um punhado de músicos.
- Padre José Maurício: Moteto Domine Jesu (versão instrumental midi)

### Romantismo

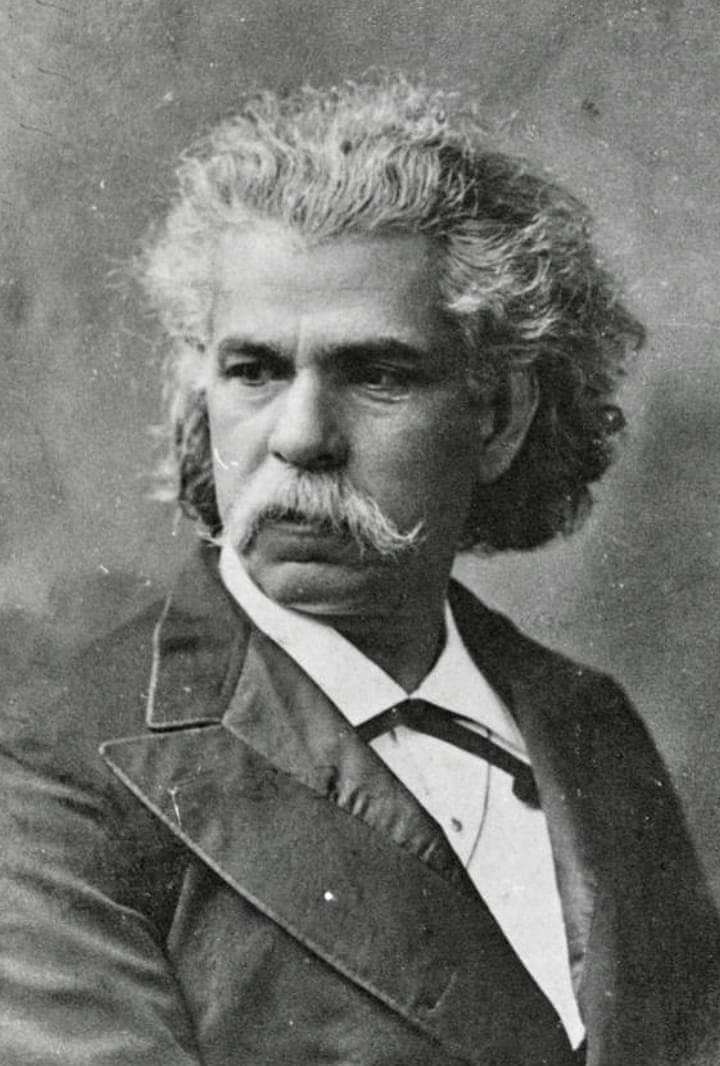
Carlos Gomes.

A figura central nestes tempos difíceis foi Francisco Manuel da Silva, discípulo do Padre José Maurício e sucessor de seu mestre na Capela. Apesar de ser compositor de escassos recursos, merece crédito por sua importante atividade organizadora, fundando o Conservatório de Música do Rio de Janeiro e sendo o regente do Teatro Lírico Fluminense e depois da Ópera Nacional. Também foi o autor do Hino Nacional Brasileiro. Sua obra refletiu a transição do gosto musical para o Romantismo, quando o interesse dos compositores nacionais recaiu principalmente sobre a ópera. Neste campo a maior figura foi sem dúvida Antônio Carlos Gomes, que compôs óperas com temas nacionalistas mas com estética europeia, tais como Il Guarany e Lo Schiavo, que conquistaram sucesso em teatros europeus exigentes como o La Scala, em Milão.
O bel canto estava em seu auge na Europa, e era apreciadíssimo no Brasil, especialmente na capital, mas também em Recife, São Paulo e Salvador. Há registro de inúmeras representações de obras de Rossini, Bellini, Donizetti e mesmo Verdi, além de compositores franceses como Meyerbeer, Adam e Hérold. Em 1857 foi criada a Ópera Nacional, sob inspiração de José Amat, e logo a iniciativa foi respaldada pelo governo. De início dedicada a apresentação de zarzuelas e óperas cômicas, logo passou a incorporar ao repertório obras sérias brasileiras de José Ferreira, Elias Álvares Lobo e Carlos Gomes, e algumas óperas estrangeiras foram encenadas no vernáculo. A voga da ópera perduraria até meados do século XX e seria o motivo para a construção de uma série de teatros importantes, como o Amazonas de Manaus, o Municipal do Rio, o São Pedro em Porto Alegre, o da Paz em Belém e diversos outros, todos de proporções majestosas e decorados com requintes de luxo.
Apesar da primazia da ópera a música instrumental também era praticada, sendo o piano o instrumento privilegiado. Alguns pianistas importantes realizaram recitais aqui, como Sigismond Thalberg em 1855, e Gottschalk fez furor com sua Fantasia Triunfal sobre o Hino Nacional Brasileiro. Nesta época algumas associações privadas se organizaram para realização de recitais e concertos destinados a sócios em São Paulo, onde Alexandre Levy criou o Clube Haydn, e no Rio, onde o Clube Mozart, fundado em 1867, e o Clube Beethoven, de 1882, realizaram centenas de concertos.
Entre os meados do século XIX e o início do século XX tiveram um papel importante através de sua produção com características progressistas Leopoldo Miguez, seguidor da escola wagneriana, Glauco Velásquez, de curta e brilhante aparição, e Henrique Oswald, que empregava elementos do impressionismo musical francês.
- Carlos Gomes: O Guarani, para orquestra

- Glauco Velásquez: Alma minha gentil, opus 107, para canto e orquestra

### Nacionalismo

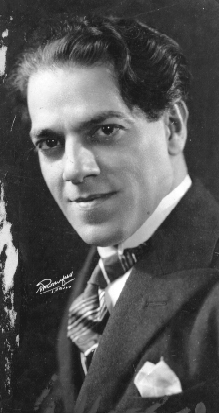
Heitor Villa-Lobos.

Após Carlos Gomes passou-se a prestar mais atenção ao que poderia constituir uma música autenticamente brasileira. Neste sentido o rico folclore nacional foi a peça-chave, e compositores utilizaram seus temas para elaborações eruditas, embora ainda seguidoras em linhas gerais de escolas estrangeiras. Brasílio Itiberê da Cunha também foi um dos precursores desta corrente, com sua rapsódia A Sertaneja, para piano, escrita entre 1866 e 1869. Outros nomes importantes são Luciano Gallet e Alexandre Levy, de escola europeia, mas que uma forma ou outra buscaram incorporar elementos tipicamente nacionais em sua produção. O caminho estava aberto, e um sabor definitivamente brasileiro pode ser encontrado na obra de Antônio Francisco Braga, e especialmente em Alberto Nepomuceno, a figura dominante do período, que empregou largamente ritmos e melodias do folclore em uma síntese inovadora e efetiva com as estruturas formais de matriz europeia. A atuação de Nepomuceno também foi importante por ter ele sido presidente da primeira associação brasileira dedicada a concertos sinfônicos públicos.
Um momento importante foi a realização da Semana de Arte Moderna de 1922. Apesar de ter incluído relativamente pouca música em sua programação, o movimento teria impacto na reformulação dos conceitos sobre a arte nacional. Naquela ocasião se apresentou Heitor Villa Lobos, que viria a ser a figura maior do nacionalismo musical brasileiro. Ao lado de outros modernistas da literatura e das artes plásticas, como Mário de Andrade e Di Cavalcanti, que na época entendiam, assim como a geração anterior, o folclore como a base de uma música legitimamente nacional, Villa Lobos empreendeu aprofundadas pesquisas sobre o folclore musical brasileiro, que incorporou largamente em sua produção, e era dono de uma inspiração enérgica e apaixonada. Soube fazer seus elementos nacionais e estrangeiros, eruditos e populares, criando um estilo próprio de grande força e poder evocativo, em uma produção caudalosa que empregava desde instrumentos solo, onde o violão teve um papel de destaque, até grandes recursos orquestrais em seus poemas sinfônicos, concertos, sinfonias, bailados, e óperas, passando pelos múltiplos gêneros da música de câmara vocal e instrumental. Villa Lobos também desempenhou um papel decisivo na vida musical do país em virtude de sua associação com o governo, conseguindo introduzir o ensino do canto orfeônico em todas as escolas de nível médio. Das suas obras são notáveis a série dos Choros, das Bachianas Brasileiras, as suítes intituladas A Prole do Bebê, o Rudepoema, os bailados Uirapuru e Amazonas, e o Noneto.
Outros compositores de gabarito também abordaram em maior ou menor grau o nacionalismo, como Oscar Lorenzo Fernández, Francisco Mignone, Camargo Guarnieri, Luís Cosme, Osvaldo Lacerda e José de Lima Siqueira, e traços desta tendência podem ser encontrados até a contemporaneidade. A grande adesão de músicos respeitados deu uma força irresistível à renovação do cenário musical brasileiro, e o violento combate entre os acadêmicos e os modernistas que dominou as artes visuais da primeira metade do século se repetiu na música, enfrentando grande resistência dos setores conservadores, renovando os conceitos sobre arte erudita e arte popular e abrindo um frutífero diálogo entre ambas. O movimento brasileiro acompanhava uma tendência internacional, que teve grande impacto nas Américas e na Europa oriental. Ao mesmo tempo, as bases do sistema tonal, que prevalecera desde o barroco, começavam a ser fortemente abaladas com a introdução de outros sistemas, como o serialismo e o dodecafonismo de Schoenberg, enquanto que novas pesquisas apareciam no campo da instrumentação, do ritmo e das formas musicais.

### Vanguardas modernistas e sínteses contemporâneas
A despeito de seus avanços em relação à eclética estética da belle époque, a escola nacionalista foi identificada por parte dos músicos como servil à política centralizadora de Getúlio Vargas. Em 1939 foi criado o Movimento Música Viva, liderado pelo compositor, professor e musicólogo Hans Joachim Koellreutter, e por Egídio de Castro e Silva, advogando a adoção de uma estética internacionalizante derivada do dodecafonismo. Faziam parte deste grupo Claudio Santoro, César Guerra Peixe, Eunice Catunda e Edino Krieger. O movimento tinha conotações políticas e alguns de seus membros militavam na esquerda ou tinham ligações com ela.
Koellreutter adotava métodos revolucionários de ensino, respeitando a individualidade do aluno e estimulando a livre criação antes mesmo do conhecimento aprofundado das regras tradicionais de composição (harmonia, contraponto e fuga). O Movimento editou uma revista e apresentava uma série de programas radiofônicos divulgando seus princípios e obras de música contemporânea. Em 1946 foi publicado um Manifesto, expressando sua negação do academismo e do formalismo, e sua defesa de uma música exercida conscientemente e com compromisso social, e que refletisse a sociedade e pensamento contemporâneos, mas flexibilizando suas posturas em direção a uma recuperação de elementos diatônicos e populares ainda considerados capazes de veicular a verdade musical da sua época. O movimento encontrou continuidade, embora numa interpretação peculiar, em um núcleo formado em torno da Universidade Federal da Bahia, com Ernst Widmer e Lindembergue Cardoso, dentre outros.
Mais adiante Guerra Peixe e Santoro seguiriam um caminho independente e centrado em regionalismos, influenciando a música popular brasileira instrumental. Outros autores, em busca de um pluralismo idiomático, que fizeram uma utilização livre de materiais tradicionais ou progressistas, folclóricos ou tonais, foram Marlos Nobre, Almeida Prado, e Armando Albuquerque, criadores de estilos muito característicos.
Nos anos 60 um novo impulso criativo apareceu com o movimento Música Nova, liderado por Gilberto Mendes e Willy Corrêa de Oliveira, fundado em 1963 buscando sintetizar o serialismo com as pesquisas mais recentes sobre microtonalidade, processos eletroacústicos e a música concreta, empregando novos recursos notacionais e reavaliando conceitos da semiótica musical, com grande influência sobre a música para teatro. A paradigmática peça Beba Coca-Cola, de Gilberto Mendes sobre texto de Décio Pignatari, causou sensação em sua estreia em 1968 e inaugurou uma tendência multimedia e performática no panorama musical brasileiro.
Atualmente todas as correntes contemporâneas encontram representantes brasileiros, e a música erudita no país segue a tendência mundial de usar livremente tanto elementos experimentais quanto consagrados. Um dado importante foi a introdução da música eletrônica. Destacam-se entre os novos compositores Rubens Ricciardi, José Alberto Kaplan, Conrado Silva, Walter Smetak, Guilherme Bauer, Ronaldo Miranda, David Koenchendler, Nestor de Hollanda Cavalcanti, Ernani Aguiar, Flo Menezes, Rodrigo Cicchelli Veloso, Tim Rescala, Lívio Tragtenberg, Harry Crowl, Celso Mojola, João Guilherme Ripper, Arthur Kampela e Tato Taborda, entre outros. Da nova geração de compositores clássicos contemporâneos, destacam-se nomes como Valéria Bonafé, Tatiana Catanzaro, Michelle Agnes, Marcílio Onofre, André Mehmari, Thiago Cury, Arthur Rinaldi, Felipe Lara, Rodrigo Lima, Matheus Bitondi e Leonardo Martinelli.

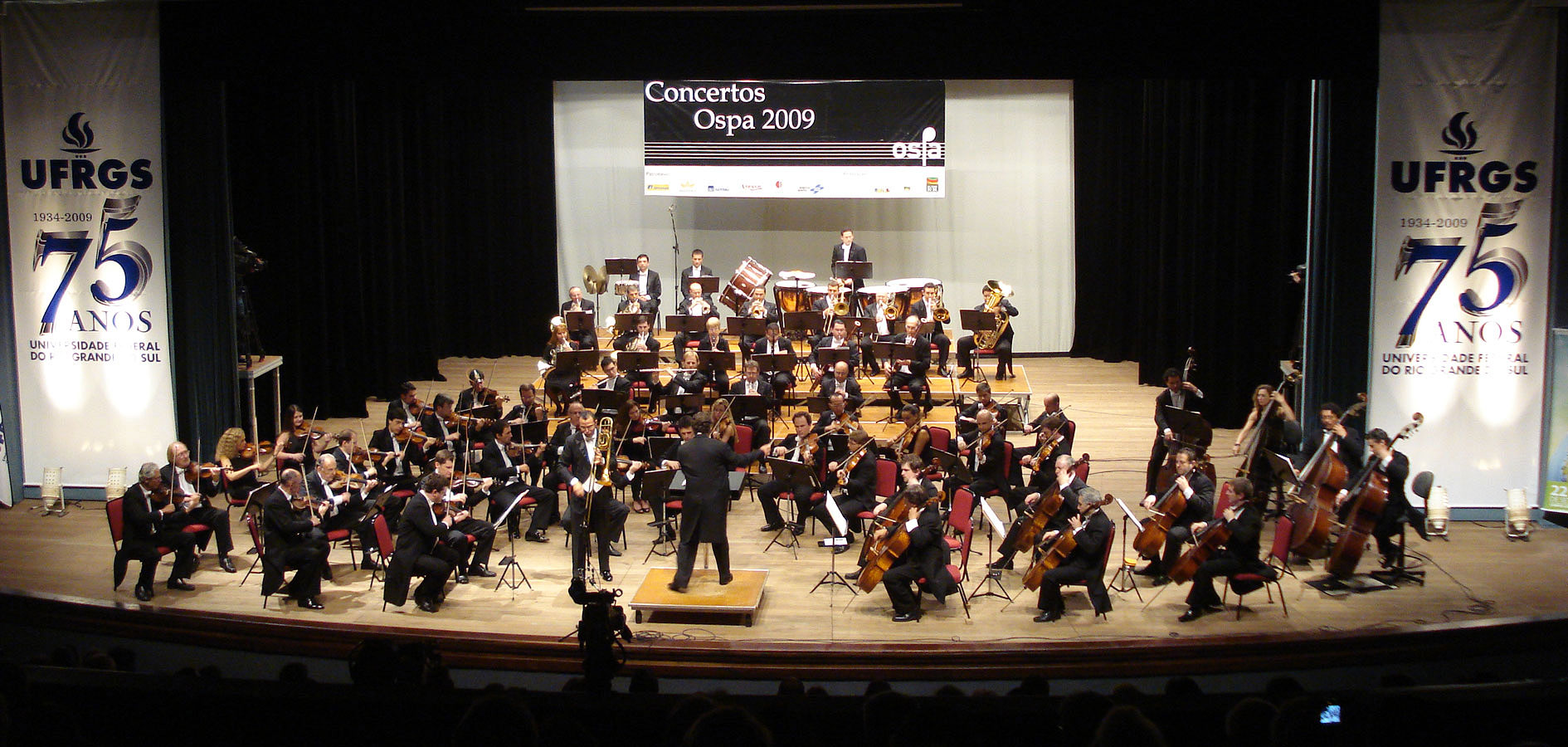
Concerto da OSPA no Salão de Atos da UFRGS, 2009

Em termos de ensino musical e grupos de interpretação o Brasil encontra-se em posição relativamente boa, dada sua história de poucos séculos, embora não se possa comparar aos países mais desenvolvidos do mundo ocidental. A música erudita ainda recebe escasso apoio oficial, a despeito do crescente número de escolas e de novos músicos ali formados, e do público apreciador. Diversas capitais estaduais e outras tantas cidades do interior dispõem de pelo menos uma orquestra sinfônica estável e uma escola superior de música, mas grupos de nível realmente internacional ainda são poucos, podendo-se citar a Orquestra Sinfônica da USP (OSUSP), a Orquestra Sinfônica Brasileira (OSB), a Orquestra Sinfônica do Estado de São Paulo (OSESP), Orquestra Sinfônica do Paraná e a Orquestra Sinfônica de Porto Alegre (OSPA), além de poucas outras mantidas por grandes empresas como a Orquestra Petrobras Sinfônica. Existem também orquestras profissionais públicas, como é o caso da Orquestra Sinfônica Nacional da Universidade Federal Fluminense, criada por Juscelino Kubitschek com o intuito de divulgar especialmente a música brasileira de concerto. Grupos de câmara são mais numerosos e qualificados, e intérpretes solo já contam-se em milhares, muitos deles de carreira consolidada fora do país. Existem temporadas regulares de ópera em São Paulo e Rio de Janeiro; eventos como o Festival de Inverno de Campos do Jordão tornam-se uma referência nacional, e maestros como Roberto Minczuk, John Neschling, Eleazar de Carvalho e Isaac Karabtchevsky são respeitados internacionalmente. Dentre os instrumentistas, são nomes notórios Fernando Lopes, Roberto Szidon, Antonio Meneses, Cussy de Almeida, Gilberto Tinetti, Arnaldo Cohen e Nelson Freire, além das veneradas Eudóxia de Barros, Yara Bernette, Guiomar Novais e Magdalena Tagliaferro, das primeiras a conquistarem o público estrangeiro. Dos cantores tivemos Zola Amaro, Constantina Araújo, Bidu Sayão. Hoje são destacados Eliane Coelho, Kismara Pessatti, Maria Lúcia Godoy, Sebastião Teixeira entre muitos outros.

## Música popular urbana

### Origens

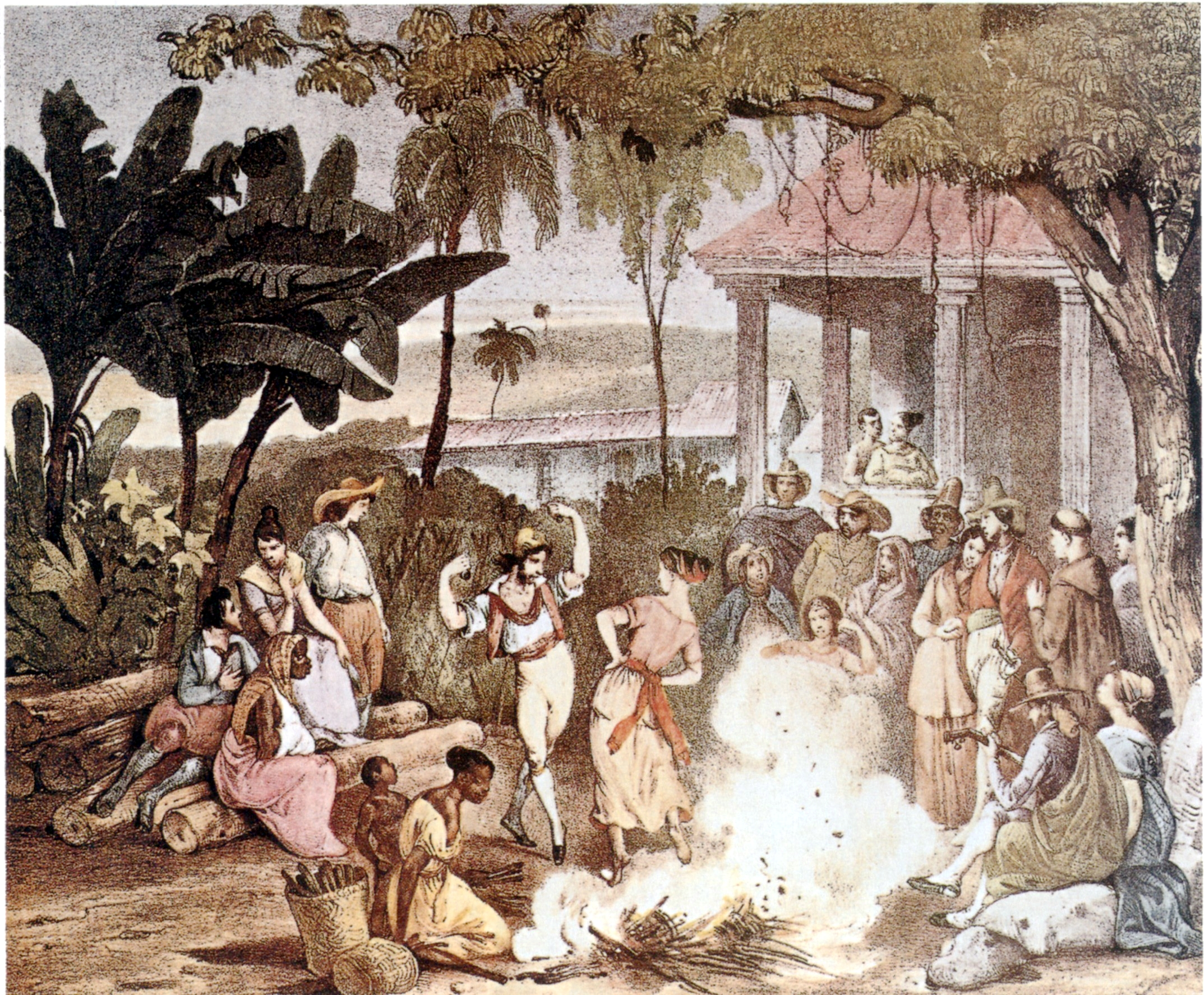
O lundu praticado no século XIX, em gravura de Rugendas.

A música popular brasileira é resultado da confluência cultural de três etnias: o índio, o branco e o negro, dos quais herdamos todo o instrumental, o sistema harmônico, os cantos e as danças. Como manifestação cultural expressiva, ela surgiu no início do século XIX, nos principais centros do então Brasil Colônia, notadamente Rio de Janeiro, Pernambuco e Bahia, entoada por pessoas que cantavam modinhas e lundus ao violão, ao piano ou acompanhadas por bandas instrumentais. Os dois principais gêneros musicais urbanos nos tempos do Império e do início da República eram o lundu e a modinha, apreciados tanto em saraus literário-musicais da elite da época e quanto nas ruas, tabernas e lares mais simples. Sozinhos ou em grupo, instrumentistas ao violão saíam à noite pelas ruas e residências entoando músicas românticas e cristalizando, ao final do século XIX, a tradição da seresta.

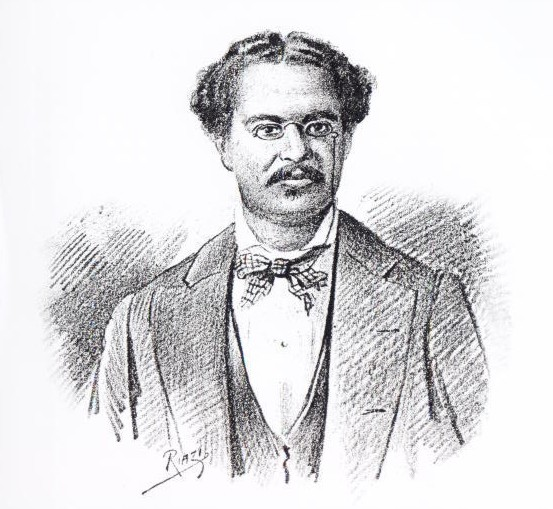
Joaquim Callado

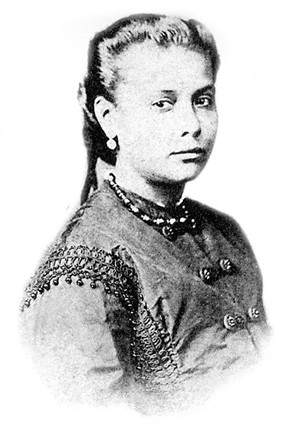
Chiquinha Gonzaga

Originalmente uma dança africana que chegou ao Brasil, via Portugal, ou diretamente, com os escravos vindos de Angola, o lundu tinha uma natureza sensual e humorística que foi censurada na metrópole, mas no Brasil recuperou este caráter, apesar de ter incorporado algum polimento formal e instrumentos como o bandolim. Mais tarde o lundu, que de início não era cantado, evoluiu assumindo um caráter de canção urbana e se tornando popular como dança de salão. Outra dança muito antiga é o cateretê, de origem indígena e influenciada mais tarde pelos escravos africanos.
Já a modinha tem origem possivelmente portuguesa a partir de elementos da ópera italiana, foi citada pela primeira vez na literatura por Nicolau Tolentino de Almeida em 1779, embora seja ainda mais antiga. Domingos Caldas Barbosa foi um de seus primeiros grandes expoentes, publicando uma série que foi extremamente popular na época. A modinha é em linhas gerais uma canção de caráter sentimental de feição bastante simplificada, muitas vezes de estrutura estrófica e acompanhamento reduzido a uma simples viola ou guitarra, sendo de apelo direto às pessoas comuns. Mesmo assim era uma presença constante nos saraus dos aristocratas, e podia ser mais elaborada e acompanhada por flautas e outros instrumentos e ter textos de poetas importantes como Tomás Antônio Gonzaga, cujo Marília de Dirceu foi musicado uma infinidade de vezes. A modinha era tão apreciada que também músicos da corte criaram algumas peças no gênero, como Marcos Portugal, autor de uma série com letras extraídas da Marília de Dirceu, e o Padre José Maurício, autor da célebre Beijo a mão que me condena.
Durante o período colonial e o Primeiro Império também as valsas, polcas, schotischs e tangos de diversas origens estrangeiras encontraram no Brasil uma forma de expressão peculiar e que, junto com a herança da modinha, viriam a ser a origem do choro, um gênero que recebeu este nome em virtude de seu caráter plangente. Surgiu em torno de 1880 e logo adquiriu uma feição própria, onde o improviso tinha um papel principal e estabilizando-se na formação para uma flauta, um cavaquinho e um violão, e mais tarde ampliando seu instrumental. Seus maiores representantes foram Joaquim Antônio da Silva Calado, Anacleto de Medeiros, Chiquinha Gonzaga, Ernesto Nazareth e Pixinguinha.

### Primeira metade do século XX

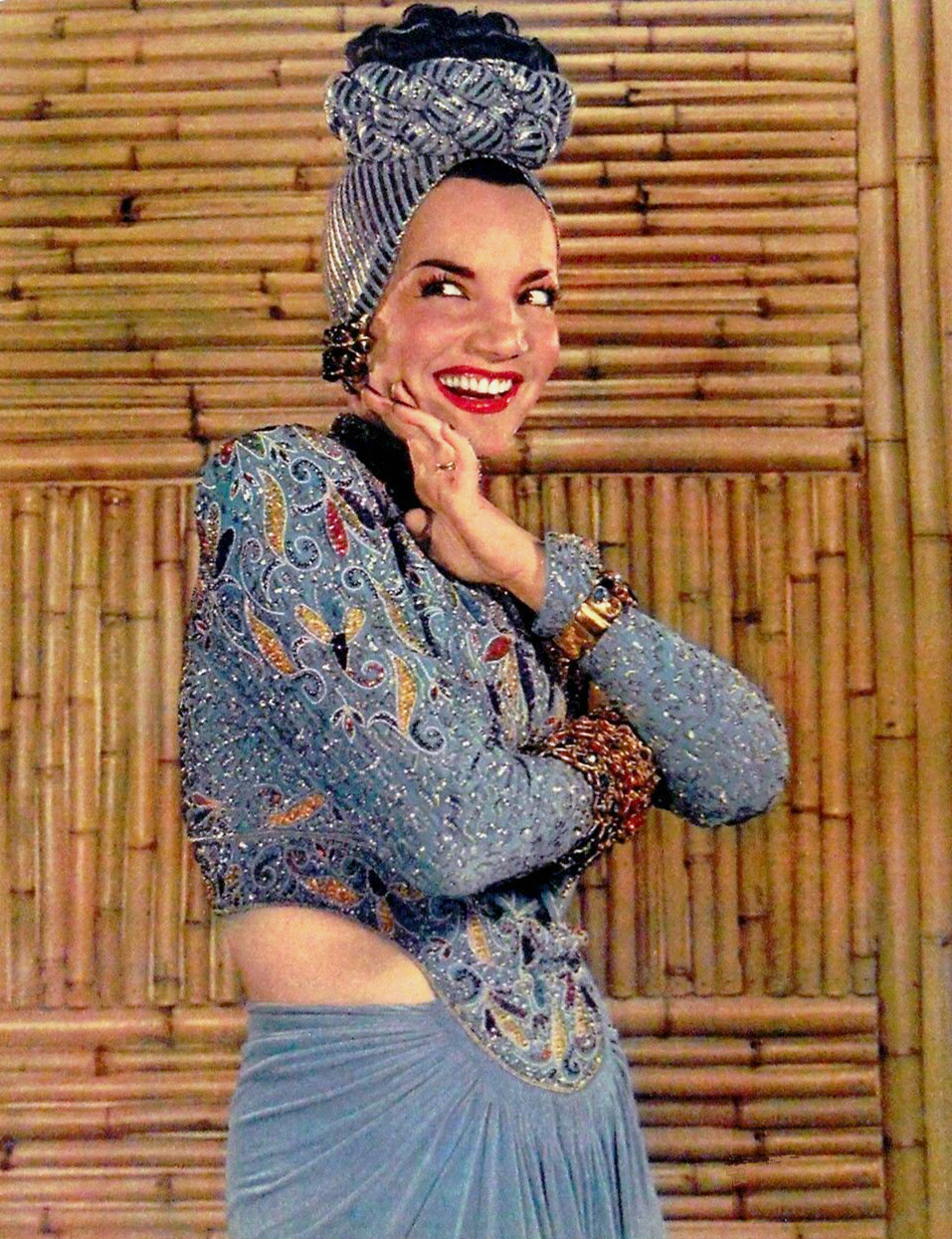
Carmen Miranda.

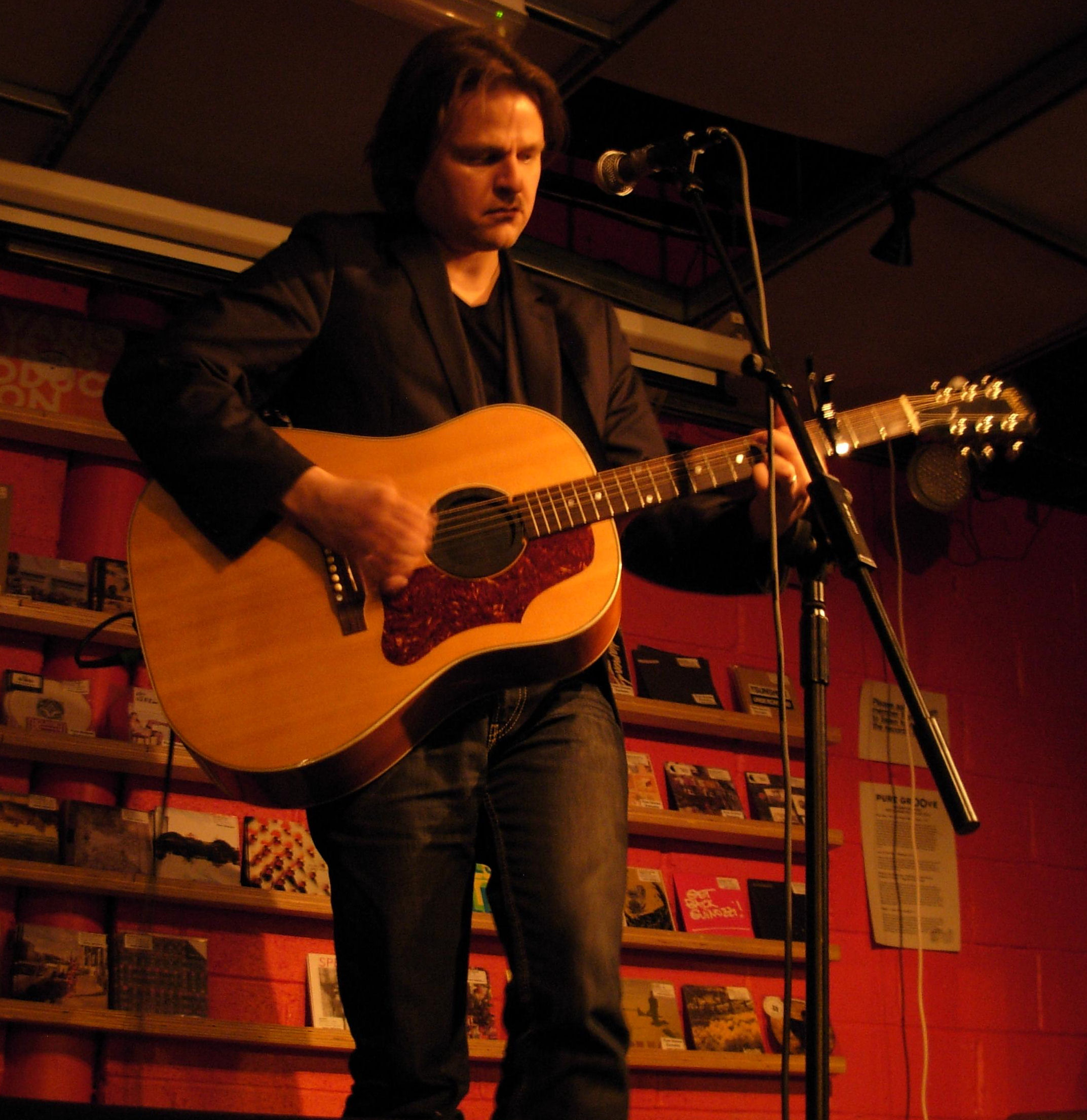
Tom Jobim.

Inspirado no modelo das operetas, o Teatro de Revista teve seu início no Brasil em meados do século XIX com a apresentação em 1859 da peça As Surpresas do Sr. José da Piedade, de Justiniano de Figueiredo Novaes. O gênero caiu no agrado das massas e se caracterizava por ser uma crítica satírica aos costumes. Os números apresentados eram em geral canções populares ou paródias de obras célebres, acompanhadas por uma orquestra de câmara. Nos anos 30 atingiu seu auge, com encenações luxuosas que apresentavam as suas estrelas, as vedetes, com trajes sumários, o que deu origem à derivação do Teatro Rebolado. As companhias mais famosas foram as de Walter Pinto e Carlos Machado, revelando talentos como Carmen Miranda, Wilza Carla, Dercy Gonçalves e Elvira Pagã, que fizeram imenso sucesso.
Também no fim dos anos 30 iniciou no Brasil a chamada Era do Rádio, acompanhando um maciço crescimento no número de compositores e no público consumidor, formando um enorme mercado potencial. Como o processo de gravação de discos ainda era primitivo, com resultados de baixa qualidade, o rádio veio a ser o canal privilegiado para a circulação desta produção nova. Como disse Tom Tavares, "a deficiência não era no campo da criação. Era na área da gravação, uma vez que os estúdios existentes não dispunham, ainda, de recursos técnicos ideais para captação e reprodução sonora. E, se os discos gravados em 78 rotações não ofereciam fidelidade, tampouco os microfones, tampouco os transmissores e, menos ainda, os raríssimos receptores. [...] E o rádio caiu no gosto do povo". Este meio de comunicação assumiu um importante papel de divulgador de música popular até bem dentro da década de 1950, lançando muitos novos talentos e tendo uma programação diversificada. Várias emissoras mantinham grandes orquestras e importantes cantores fixos, mas perdeu rapidamente espaço quando se popularizou a televisão. No rádio alguns intérpretes conquistaram uma audiência nacional, como Dolores Duran, Dalva de Oliveira, Cauby Peixoto, Nora Ney, Emilinha Borba, Marlene, Vicente Celestino e Ângela Maria.
Destaca-se na sequência a bossa nova, um movimento basicamente urbano, originado no fim dos anos 50 em saraus de universitários e músicos da classe média. De início era apenas uma forma (bossa) diferente de cantar o samba, mas logo incorporou elementos do Jazz e do Impressionismo musical de Debussy e Ravel, e desenvolveu um contorno intimista, leve e coloquial, baseado principalmente na voz solo e no piano ou violão para acompanhamento, ainda que com refinamentos de harmonia e ritmo. Dentre seus maiores nomes estão o de Nara Leão, Carlos Lyra, João Gilberto, Toquinho, Vinícius de Morais e Tom Jobim. De acordo com Luiz Carlos Maciel,
"Seu objetivo era colocar a música popular brasileira na vanguarda musical do planeta. Contudo, em extensa medida, ela obedecia à tradição. O ritmo básico continuava a ser o samba, embora enriquecido por recursos mais sofisticados, como as síncopas criadas por João Gilberto; as melodias eram líricas e ternas; e, finalmente, as letras ainda tinham como principal tema os problemas das relações afetivas, as dores do amor, e preservavam o prazer no sofrimento que caracteriza tradicionalmente as canções românticas. As novidades, portanto, eram mais formais do que conteudísticas. Mas essas inovações formais eram importantes e manifestavam um novo espírito, urbano, culto e mesmo sofisticado. [...] Evidentemente, a música popular brasileira tradicional já era notável pelo lirismo de sua invenção melódica e, principalmente, por sua vitalidade rítmica. A proposta fundamental, agora, era de enriquecê-la com um avanço em termos de harmonia. [...] Mas não foi apenas no plano estritamente musical que se verificou uma evolução. Ao contrário dos antigos artistas da música popular brasileira tradicional, vindos das camadas mais pobres da população brasileira, de instrução modesta e informação escassa, os novos artistas tinham freqüentemente formação universitária, eram informados e até cultos. As letras das canções passaram a manifestar uma inédita intenção literária, fazendo com que muitos desses compositores acabassem sendo considerados poetas até mesmo por critérios acadêmicos".

### Segunda metade do século XX
Artigos principais:Tropicália, Jovem Guarda, Iê Iê Iê, MPB (gênero musical), Rock no Brasil

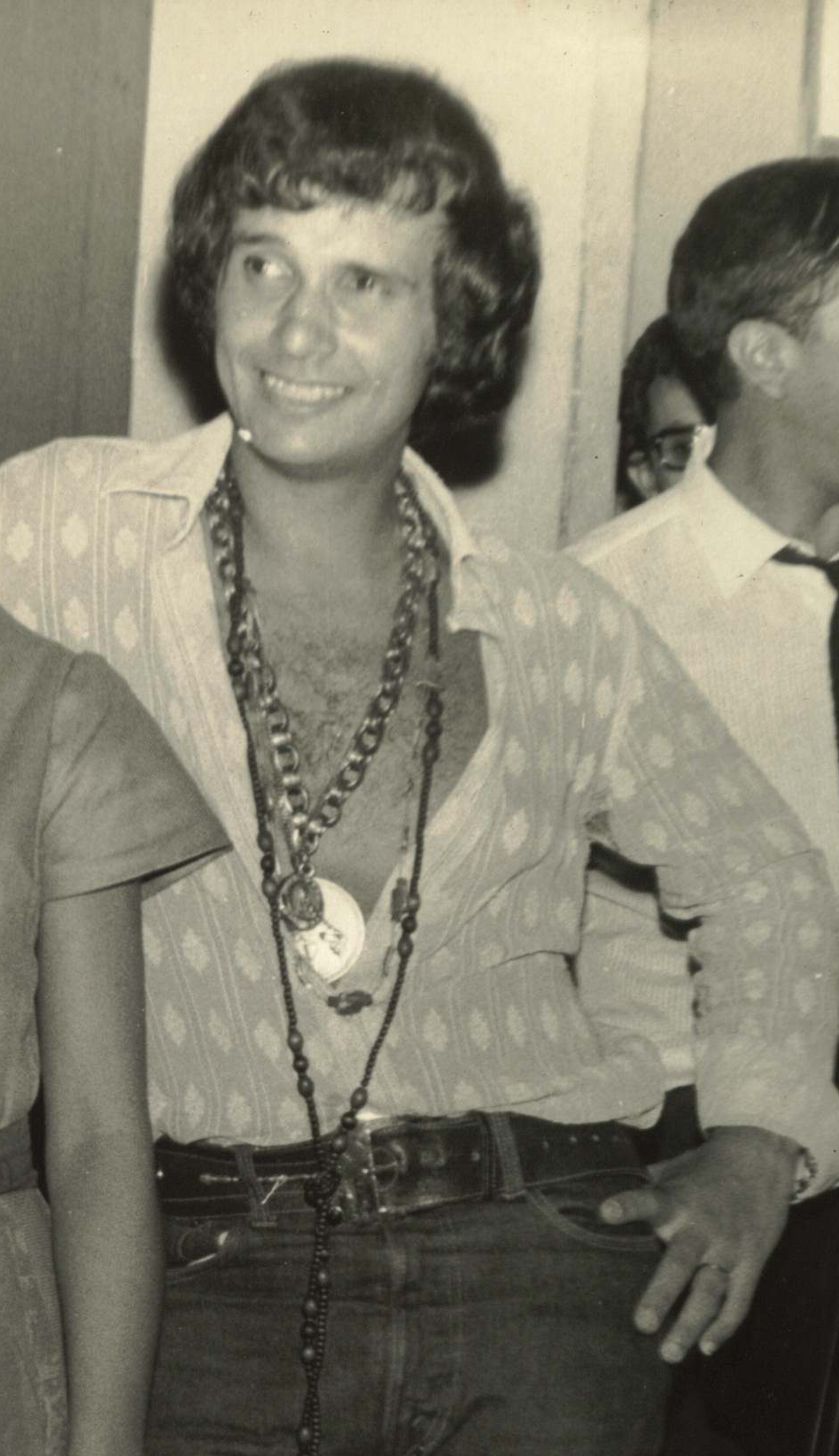
Roberto Carlos no início dos anos 1970.

Caetano Veloso interpretando "Alegria, Alegria" no III Festival da Música Popular Brasileira

No entanto, no início dos anos 60, à medida que o movimento da bossa nova evoluía, o esteticismo original dava lugar à introdução de temas políticos, tendência exemplificada em Zé Keti e João do Vale, fazendo com que ela sofresse uma cisão em duas correntes opostas, abrindo o campo para a polêmica. A politização da música popular ganharia corpo sob a ditadura implantada em 1964, aparecendo o gênero da "canção de protesto", como a famosa "Caminhando", de Geraldo Vandré. É a época dos grandes festivais musicais na TV, onde surgiu uma geração universitária de compositores e cantores, entre os quais Chico Buarque e Edu Lobo, que seria idolatrada pela intelectualidade e classificada sob a sigla MPB (Música Popular Brasileira). Era um movimento intimamente ligado ao engajamento político contra a ditadura.
O movimento tropicalista, também caracterizado como uma música de protesto, surgindo na mesma época e nos mesmos palcos da TV, distinguiu-se por associar numa mistura eclética, reminiscente do movimento antropofágico, elementos da cultura pop, como o rock, e da cultura de elite, como as escolas modernista e concretista das artes visuais, tendo um caráter mais erudito e experimental. Os baianos Caetano Veloso e Gilberto Gil foram os principais expoentes desse movimento. Já o Iê Iê Iê ligava-se basicamente ao rock produzido nos Estados Unidos, embora no Brasil tenha se suavizado e adotado uma temática romântica em uma abordagem muitas vezes ingênua, numa corrente que veio a ser conhecida como Jovem Guarda, de grande apelo entre as massas, tendo como grandes nomes Roberto Carlos, Erasmo Carlos, Tim Maia, Wanderléa, José Ricardo, Wanderley Cardoso e conjuntos como Renato e Seus Blue Caps, Golden Boys e The Fevers.
A transição para a década de 1970 foi marcada pela consolidação da MPB, "incorporando gêneros os mais variados ao seu repertório, não somente de outras origens regionais (como o baião nordestino), mas também estrangeiros (como o reggae jamaicano). Nesse cenário a Jovem Guarda foi considerada como 'alienada' dos problemas sociais e políticos do país sob ditadura militar", como referiu Ulhôa, e logo o movimento perdeu sua força. Nesse contexto se destacam artistas como os Caetano Veloso, Gilberto Gil, Chico Buarque, Gal Costa, Simone, Elis Regina, Rita Lee e Maria Bethânia.

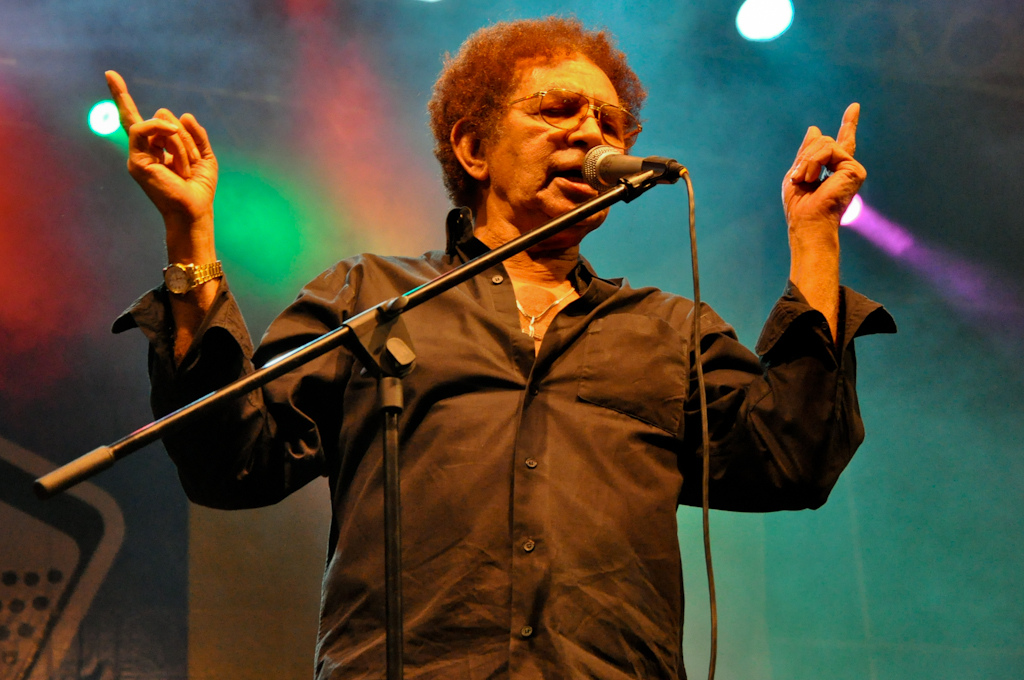
Reginaldo Rossi.

Na mesma época surge também um gênero diferenciado de música romântica popular, que ganharia o epíteto pejorativo de "cafona", depois substituído por "brega", com a intenção de desqualificar o gênero, mas logo o nome foi assumido pelos seus adeptos, tornando-se uma corrente que ganhou um vasto público. Teve como precursores Orlando Dias, Silvinho, Carlos Alberto, Cláudio de Barros e Evaldo Braga, entre outros, mas a fama do gênero se consolidou com Waldick Soriano, com sua "Eu não Sou Cachorro não", Odair José, com "Pare de Tomar a Pílula", e Sidney Magal, com "Sandra Rosa Madalena". No início dos anos 80 a música brega se funde a outras correntes e se torna de difícil caracterização, mas continua de grande apelo para as massas, surgindo novos sucessos como "Fuscão Preto", de Atílio Versutti e Jeca Mineiro, e "Garçom", do chamado "Rei do Brega", Reginaldo Rossi. Com o fim da Jovem Guarda, Roberto Carlos também se aproximou de um estilo romântico que lhe valeu a classificação de brega, mas através dele firmou sua posição de cantor mais popular do país.
Depois de ser rejeitado em peso pelas correntes dominantes da música popular, o brega vem recebendo apreciações positivas como um gênero que tem legitimidade, espelhando o gosto de expressiva parcela da população. Paulo César de Araújo, pesquisador do gênero, afirmou que "o brega está mais forte do que nunca. Assim como o samba, ele agoniza mas não morre. Ele se transforma. Estamos hoje no tecno-brega, que é dançante e mexe com o corpo. Nos anos 70 era algo mais romântico, você ouvia mais contemplativo". Adriano Belisário também atestou o vigor do brega:
"Se vivo, Euclides da Cunha concordaria: o cantor brega também é, antes de tudo, um forte. Sobreviventes da pobreza e do trabalho infantil, estes artistas conviveram com duras críticas a seus trabalhos mesmo depois de se tornarem celebridades. O enorme sucesso não evitou que fossem excluídos da historiografia da música brasileira por décadas. [...] Ao contrário dos artistas da MPB, eles não tiveram formação universitária e não compunham prioritariamente canções de protesto. O Brasil dos cafonas era outro. Suas músicas falavam quase sempre sobre a rejeição, seja ela amorosa ou social. Por conta disso, foram tachados de alienados e ignorados pelas elites culturais. No entanto, está em marcha uma retomada do brega. Patrícia Pillar lançou recentemente o documentário Waldick, Sempre no meu coração e bandas jovens, como Los Hermanos e Mombojó, já regravaram canções de artistas considerados cafonas".
Durante os anos oitenta, com o fim da ditadura, o aparecimento de um novo sentimento de liberdade e prazer e o esvaziamento das pesquisas em torno do nacionalismo musical, o rock brasileiro ganhou grande impulso, nascendo o movimento BRock, onde a "brasilidade" desta produção já era tomada como garantida, embora em vários aspectos se alinhasse a correntes internacionais. Neste momento surgem bandas emblemáticas como Blitz, Paralamas do Sucesso, Titãs, Ultraje a Rigor e Legião Urbana. Segundo Mauro Ferreira, "os grupos de rock desempenharam, a partir dos anos 80, o papel revolucionário feito pela estupenda geração revelada nos anos 60". No final da década de 1980, gêneros populares ou regionais como o sertanejo, o pagode, a música afro e o axé music passavam a ganhar espaço considerável.  Nos anos noventa, o funk carioca e o hip hop se popularizava entre jovens do Sudeste brasileiro, enquanto que o brega resistia e se renovava, mantendo-se popular especialmente no Norte e Nordeste.

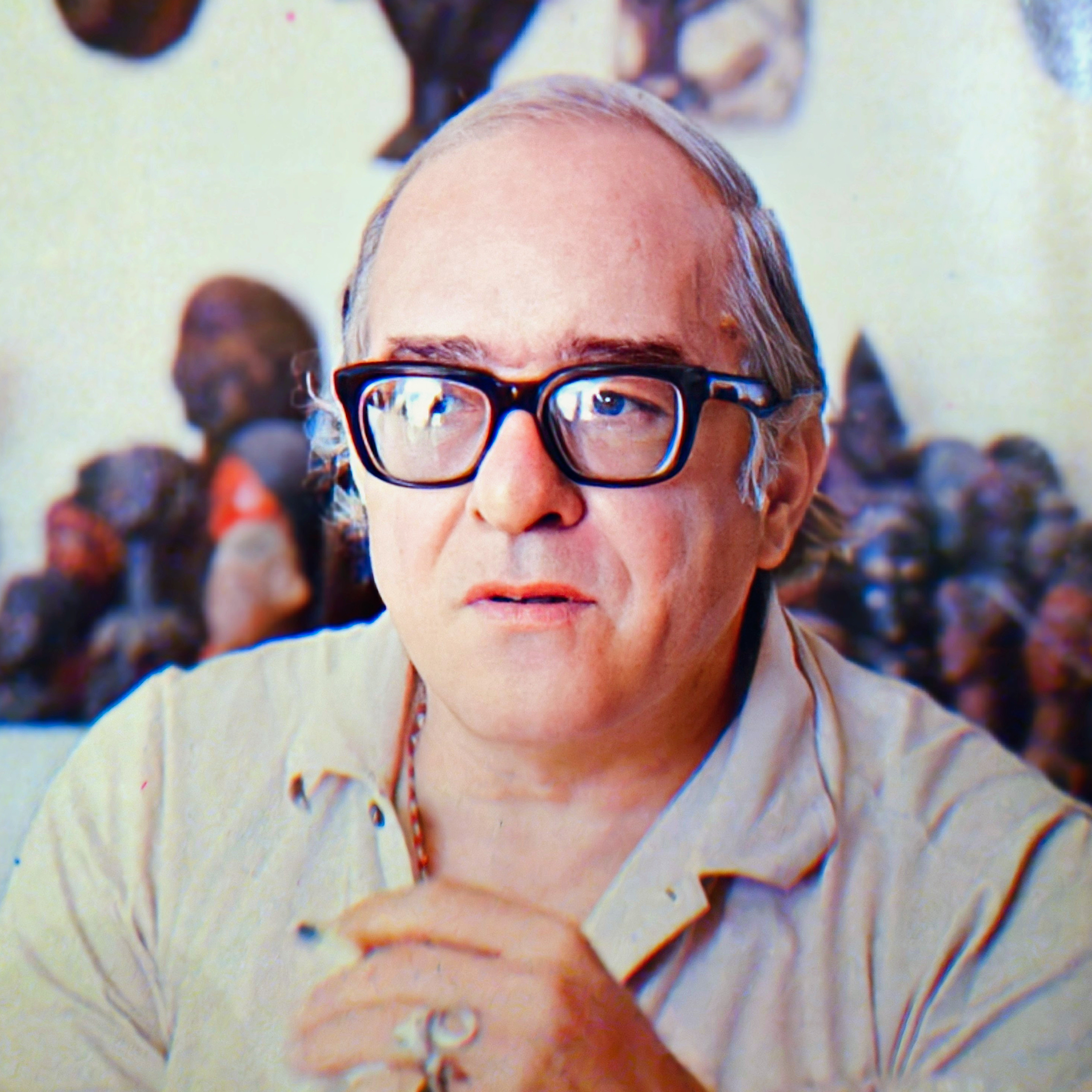
Vinícius de Moraes.
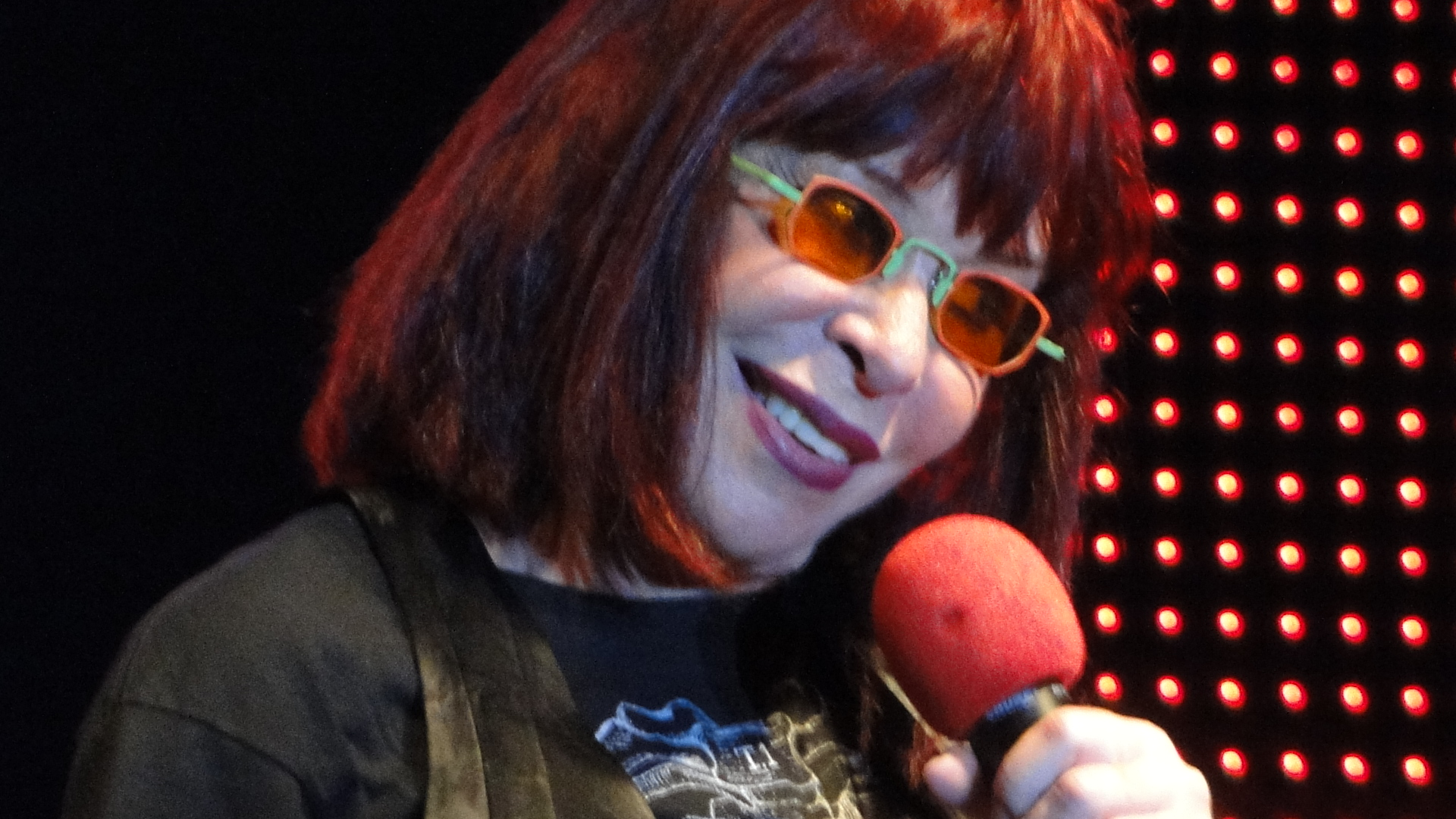
Rita Lee.
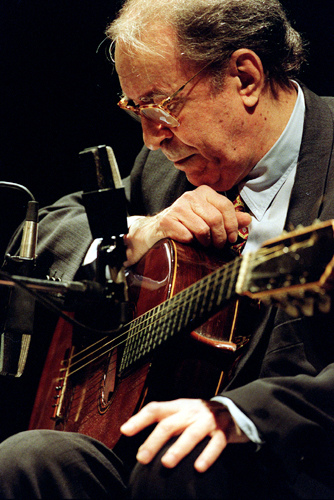
João Gilberto.
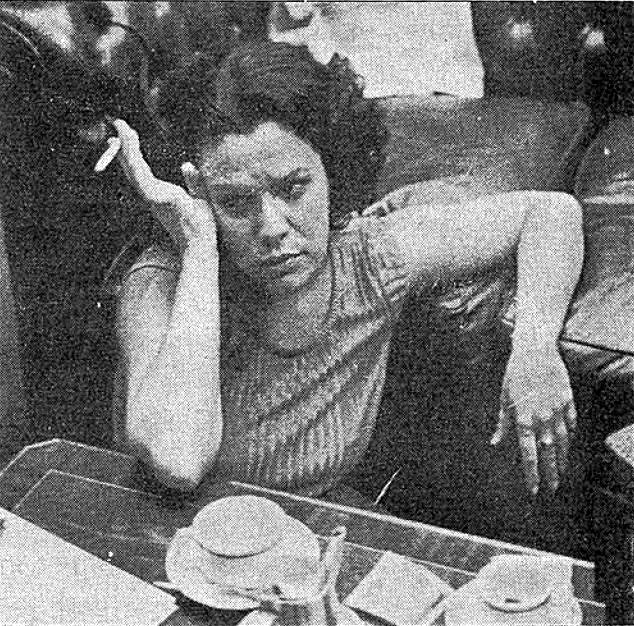
Elis Regina.
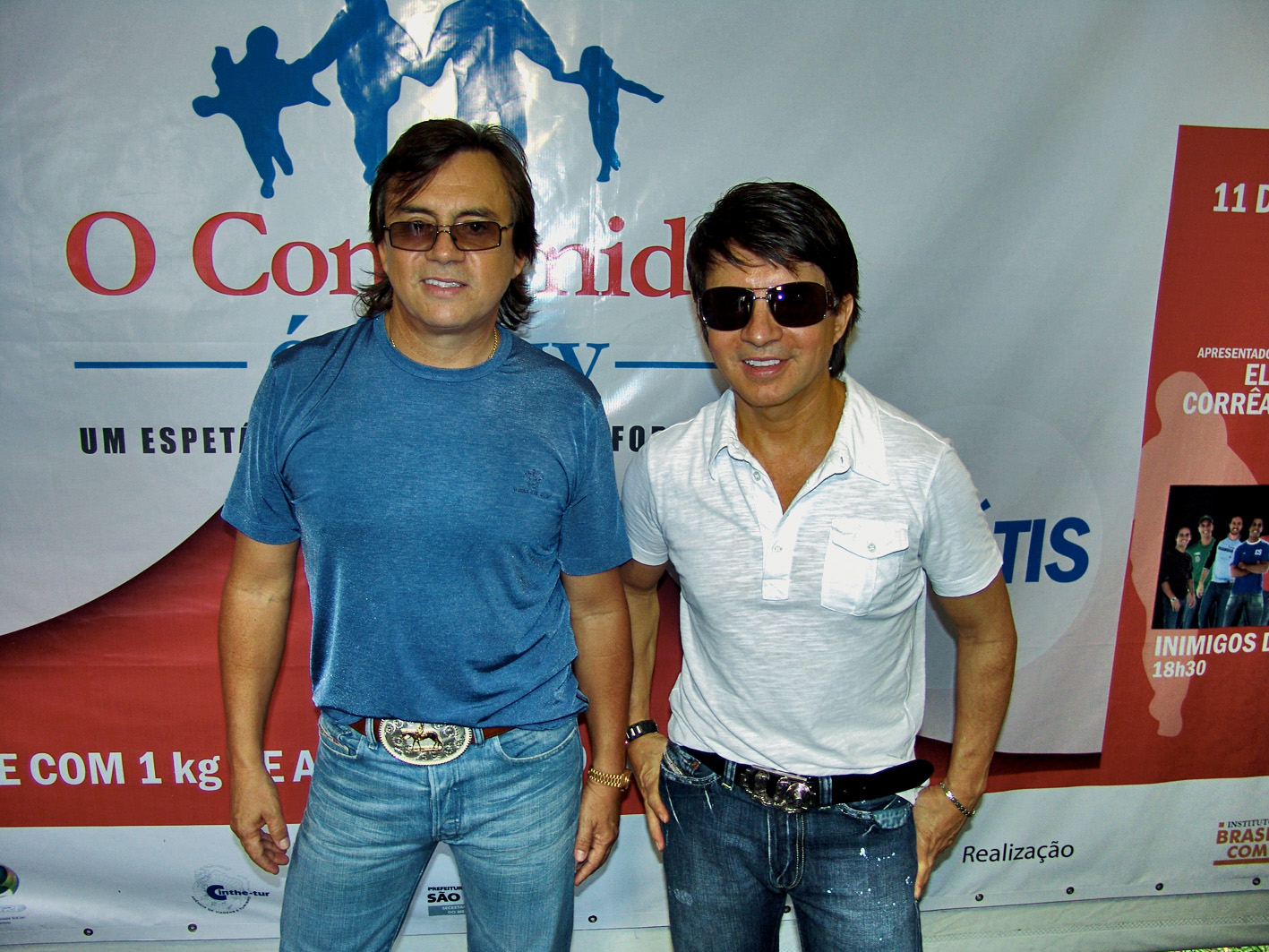
Chitãozinho & Xororó.

Tim Maia.
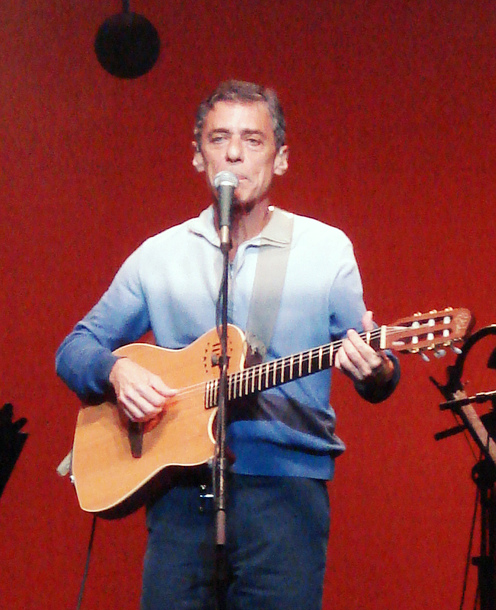
Chico Buarque
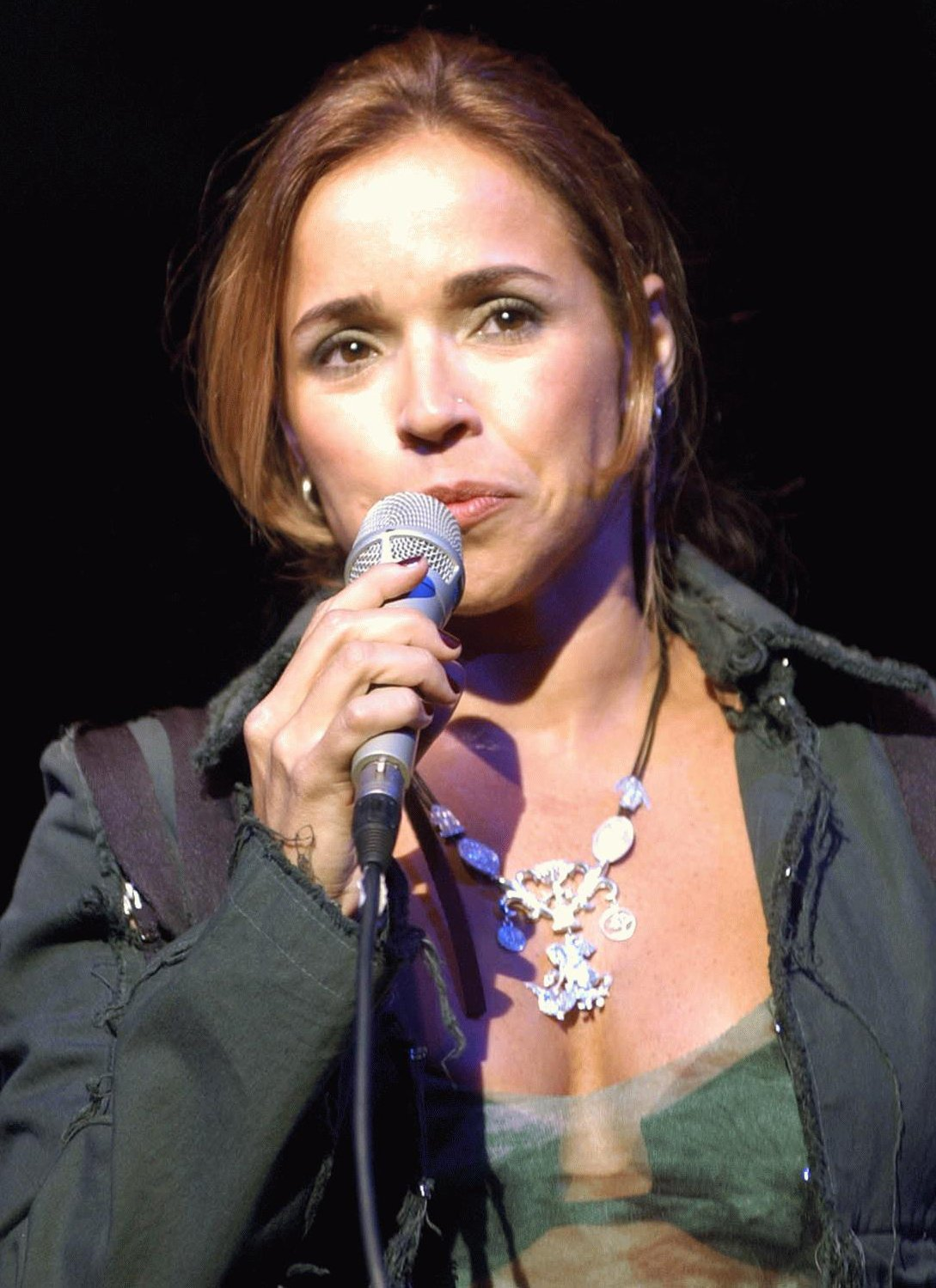
Daniela Mercury.
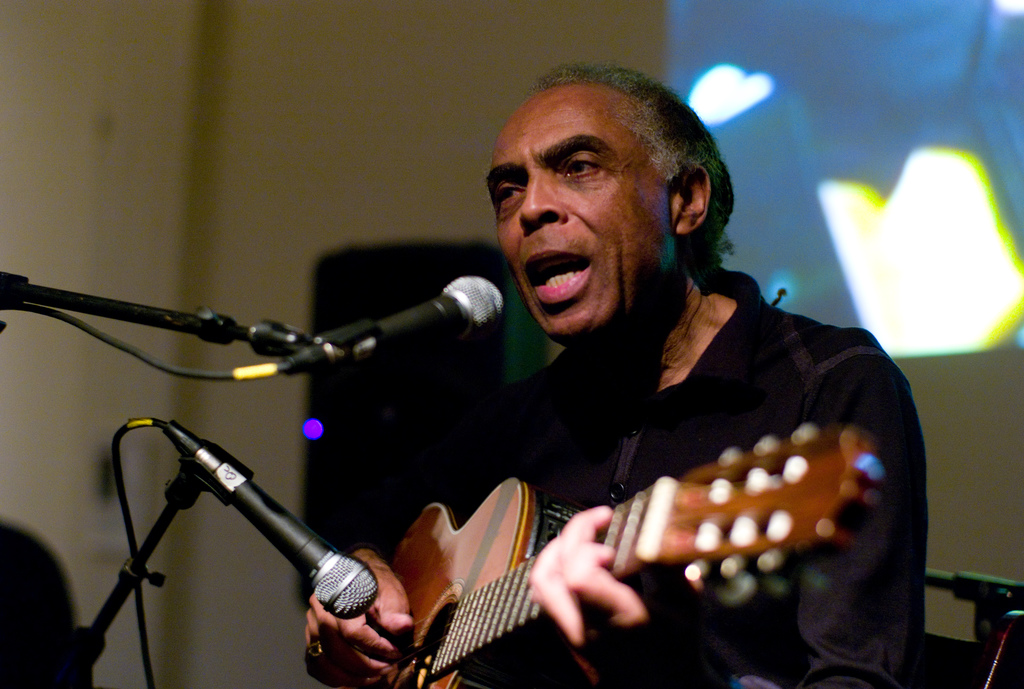
Gilberto Gil.
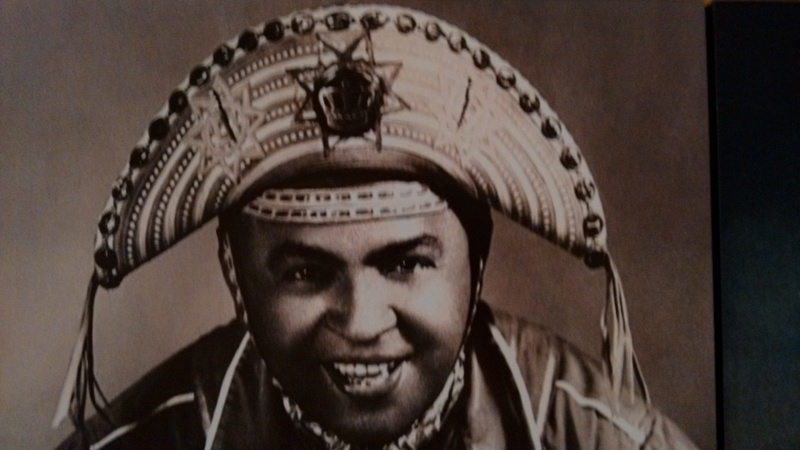
Luiz Gonzaga

### O samba
O samba enquanto gênero musical surgiu em princípios do século XX no Rio de Janeiro, porém o termo já era usado desde pelo menos 1830 para designar manifestações com origem no batuque como a roda de coco. Recebeu influências do samba de roda, da modinha, do maxixe e do lundu. No início era um tipo de música identificada com as pessoas dos estratos mais humildes e tinha seu principal centro no bairro carioca Estácio de Sá, mas logo ele sairia das rodas de improvisações e criações conjuntas dos morros cariocas e seria alçado à condição de gênero musical mais "tipicamente" brasileiro. Contribuiu para isso a primeira gravação de um samba, Pelo Telefone, lançada em 1917, que teve sucesso nacional.

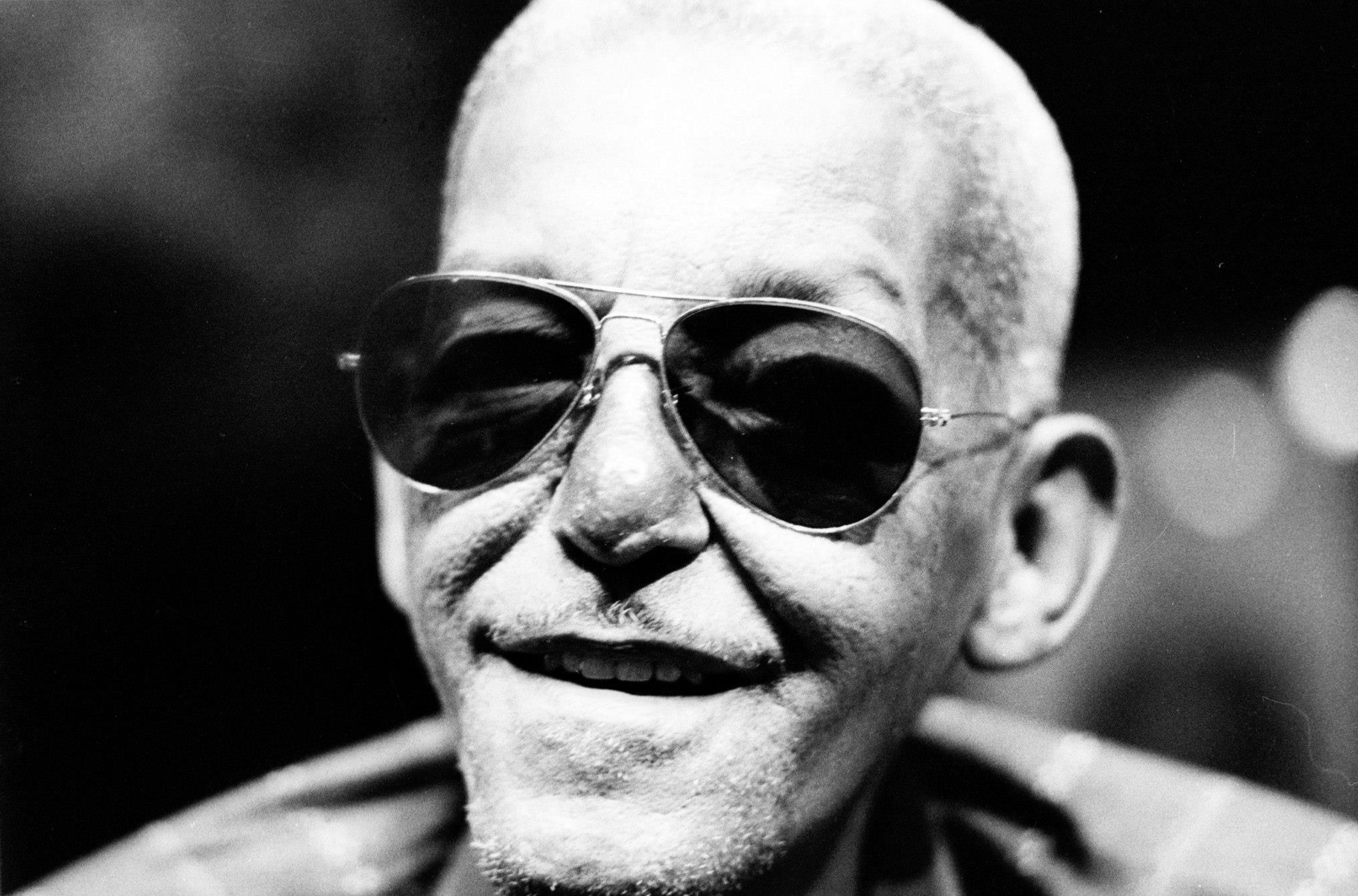
Cartola.

Clara Nunes.

Em linhas muito gerais, o samba se caracteriza pela melodia sincopada, a grande ênfase rítmica e uso importante da percussão. Contudo, enquanto ia dando origem à bossa nova, o samba carioca recebia influência de muitos outros gêneros urbanos, como o rock e o funk, em sínteses desenvolvidas por artistas como Jorge Ben e Dom Salvador. Neste ínterim, já espalhado para todo o Brasil, alguns grupos absorviam elementos da música folclórica, dando origem a correntes de caráter tradicional e regionalista. Hoje a denominação abrange uma grande variedade de linhas distintas, como samba de roda, o samba-raiado,  samba-corrido,  samba-chulado,  samba de partido alto,  pagode, o samba-rap,  samba-rock, samba-funk, samba-reggae e o samba-enredo das escolas de samba de carnaval, entre inúmeros, cada qual incorporando influências diferentes e evoluindo com independência. Durante algum tempo o samba foi uma das formas de resistência contra a penetração da influências estrangeiras, mas com a crescente diversificação do gênero, que absorve hoje muitos elementos internacionais, há grande polêmica a respeito da justeza de apelidar alguns dos subtipos como verdadeiro samba. Diz Adalberto Paranhos:
"Denominador comum da propalada identidade cultural brasileira no segmento da música, o samba urbano teve que enfrentar um longo e acidentado percurso até deixar de ser um artefato cultural marginal e receber as honras da sua consagração como símbolo nacional. Essa história, cujo ponto de partida pode ser recuado até a virada dos séculos XIX e XX, foi toda ela permeada por idas e vindas, marchas e contramarchas, descrevendo, dialeticamente uma trajetória que desconhece qualquer traçado uniforme ou linear".
Em suas primeiras fases se destacaram músicos como Pixinguinha, Donga, Sinhô, Ismael Silva, Cartola, Nílton Bastos e Candeia, mais tarde fariam nome Nelson Cavaquinho, Martinho da Vila, Paulinho da Viola, Alcione, Beth Carvalho e Clara Nunes, entre outros.

### A música popular hoje
Com a crescente abertura do Brasil à cultura globalizada dos anos 90 em diante, concomitante ao maior conhecimento, valorização e divulgação de suas próprias raízes históricas, sua música vem mostrando grande originalidade e variedade, observadas na criativa fusão de influências diversas e na riqueza de gêneros musicais encontrados hoje em dia, como o samba, a música sertaneja, o rock brasileiro, o samba-reggae, o baião, o forró, a lambada, a música eletrônica, os regionalistas, entre tantos outros. Depois de pioneiros como Carmen Miranda, muitos outros nomes deram à música popular brasileira divulgação internacional, e hoje ela tem aceitação em muitas partes do mundo, e apesar de fazer uso de uma pluralidade de referenciais globais, mantém um caráter distintivo que é rapidamente reconhecido e apreciado no estrangeiro. Diz Martha Tupinambá de Ulhôa:
"São muitos ritmos, tradicionais e importados, locais e transnacionais. Nessa cena globalizada onde fica a especificidade da música brasileira? A questão sugere uma reflexão sobre essa trajetória, com influências e adaptações de música estrangeira e, também, com a articulação de uma linguagem musical muito particular. O aspecto rítmico é sem dúvida o elemento mais marcante dessa discussão. Mas o ritmo é muito mais que uma seqüência de durações organizadas num motivo, reconhecível aqui e ali. Existem aspectos rítmicos muito sutis na música popular brasileira, responsáveis por seu molho e sua ginga. Esse estilo brasileiro de fazer música foi construído num longo processo histórico de contatos, empréstimos e trocas entre gêneros brasileiros e estrangeiros. [...] Novos gêneros musicais se formam a partir da ação deliberada de músicos ao privilegiar determinadas manifestações melódicas, rítmicas, tímbricas e harmônicas. São práticas musicais, por seu lado fundadas e fundidas a práticas sociais histórica e geograficamente específicas".
Nota-se uma substancial predominância das mulheres no campo da interpretação de canções: desde as divas da era do rádio até os dias atuais as mulheres são maioria. Em 2006 mais de 100 discos de intérpretes femininas foram lançadas. No mesmo período, foram lançados apenas 34 discos de intérpretes masculinos.

## A música popular tradicional ou folclórica

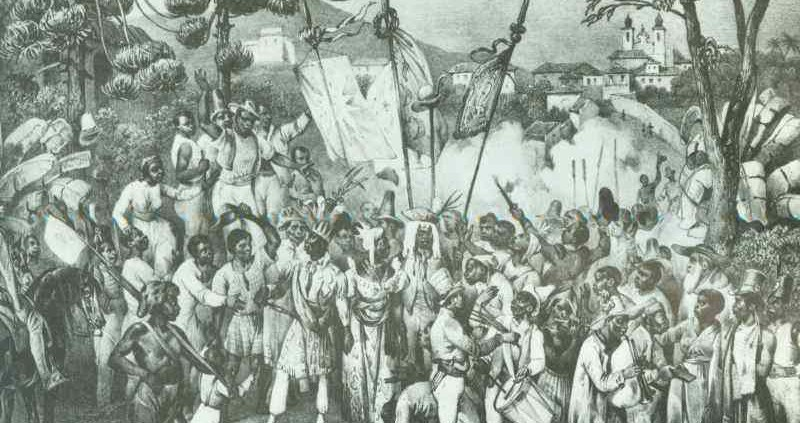
Rugendas: Uma congada no século XIX.

Inserida dentro da música popular brasileira está a chamada música tradicional ou folclórica, um sub-gênero que é constituído por expressões musicais transmitidas de geração em geração em zonas onde os modernos meios de comunicação e o mercado de consumo ainda não exercem decisivamente sua influência diluidora. Contudo, a definição do que seja a música "folclórica" é difícil, pois a música popular em geral muitas vezes guarda importantes traços do que usualmente se considera tipicamente folclórico, tais como a espontaneidade e a aceitação coletiva.
Porém, ela se distingue pela virtual ausência de interesse comercial na produção; muitas vezes tem autoria anônima ou coletiva; está essencialmente vinculada à oralidade, numa transmissão tradicional através das gerações; pode dar bastante espaço para o improviso e a variação; pode fazer uso de estruturas e harmonias incomuns em outras produções populares, como as formas da ladainha e do repente, ou o uso dos modos medievais, e está na maior parte das vezes ligada a cerimônias ou festividades tradicionais, bem como a lendas e mitos característicos de cada região, tendo fortes características funcionais, havendo, por exemplo, canções de trabalho, canções de brincar e ninar, e cânticos devocionais, entre outras. Pode ainda preservar influências arcaicas, onde são detectáveis traços medievais europeus ou indígenas e negros muito antigos, ou de elementos étnicos específicos quando pertencem a regiões de imigração de populações de fora do Brasil, como ocorre no Rio Grande do Sul, que recebeu grandes levas de italianos, açorianos e alemães.
Dentre as mais típicas estão as congadas, da região centro-nordeste do país, os ternos-de-reis, associados a ritos religiosos católicos, o repentismo, gênero de desafio musical em improviso, de larga difusão em todo o Brasil com estilos diversos, as cirandas, as cantigas de roda, que fazem parte do universo infantil, catira, cururu, toada, fandango, jongo (caxambu), samba de roda, coco, bambelô, embolada, milonga, pajada, rancheira, bugio, carimbó, entre muitos outros gêneros que constituem um riquíssimo acervo musical que tem inspirado compositores do porte de Villa-Lobos.
A partir do final da década de 60 um trabalho de resgate da música popular brasileira de raiz foi feito pelo pesquisador Marcus Pereira que através de sua gravadora 'Discos Marcus Pereira' levantou o que ficou conhecido como o 'Mapa musical do Brasil' indo da música da cidade até as regiões mais remotas do interior do país, tendo como destaque uma série de 16 álbuns de música folclórica de cada região do Brasil, podendo ser classificado como um documento da música popular brasileira com dimensões antropológicas e sociológicas.

## Música indígena

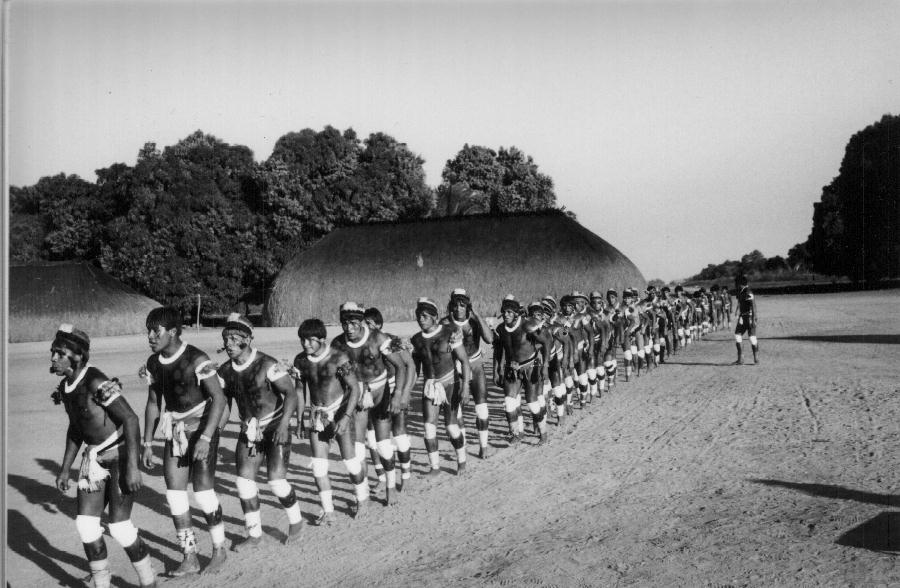
Indígenas no Kuarup.

Dentro da classe de músicas tradicionais podem ser incluídas as ainda praticadas pelos remanescentes das tribos de índios que outrora povoavam todo o território nacional e hoje vivem confinados em reservas especialmente na região amazônica e do centro-oeste, onde o contato com o colonizador foi menos profundo e transformador. Alguns grupos tiveram uma expressiva participação na música do Brasil especialmente no âmbito das Reduções Jesuítas durante os séculos XVII e XVIII, adquirindo grande proficiência na interpretação da arte musical de tradição européia, mas em geral os índios evitaram o contato mais profundo com o branco, esquivando-se quando possível da aculturação, e logo se retiraram para regiões mais remotas. Assim, seu papel na vida musical nacional diminuiu até quase desaparecer, permanecendo sua música como um universo à parte das correntes gerais que floresceram no país.
Mencionada desde os primeiros tempos coloniais, sua música própria, ou o que dela restou, só passaria a receber mais atenção acadêmica e oficial a partir do trabalho de pesquisa de Mário de Andrade e Villa Lobos no século XX. Nas reservas onde ainda vivem seus descendentes alguns ritos religiosos e festejos sociais de longa tradição ainda são encontrados de forma mais ou menos autêntica, como as cerimônias do Kuarup, do Ouricuri e do Umbu, onde a música e a dança desempenham um papel de grande relevo.
Onde a música indígena encontrou o elemento negro fusões resultaram em uma forma de cultura específica denominada cabocla, com manifestações híbridas típicas como o candomblé de caboclo, o maracatu de caboclo e outras.
A música indígena tinha (e ainda tem) um caráter sobrenatural, sendo ligada desde suas origens imemoriais a mitos fundadores e usada com finalidades de socialização, celebração, culto, ligação com os ancestrais e exorcismo, magia ou cura. Segundo certas lendas a música foi um presente dos deuses, entristecidos com o silêncio que imperava no mundo dos humanos. Na maioria dos casos a música é associada à dança e é uma atividade coletiva.

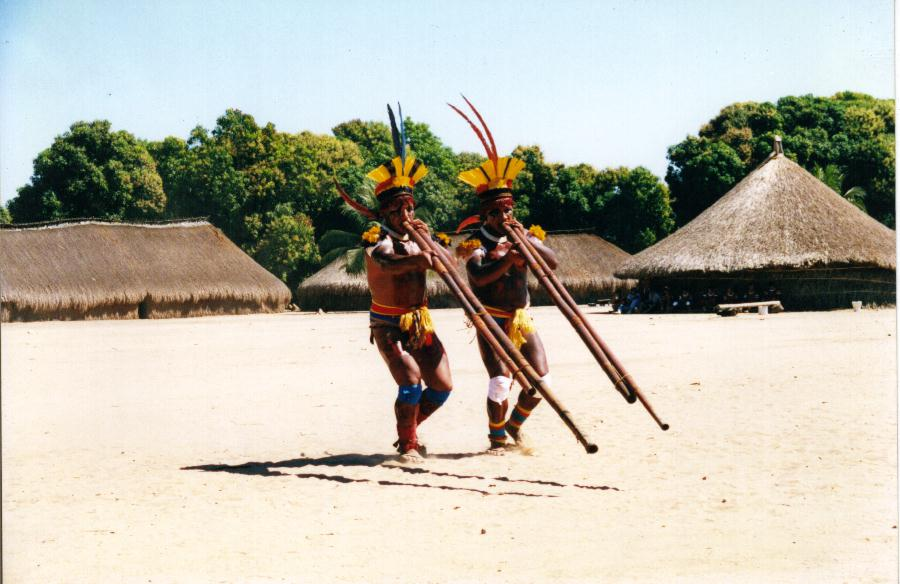
Indígenas Kamaiurá tocando uma flauta típica, uruá.

A voz e o canto são dominantes na música indígena, mas existe um muito variado instrumental de apoio, com instrumentos de percussão, sopro e zunidores, mas classificações próprias dos índios fazem distinções diferentes, com dezenas de categorias para "coisas de fazer música". Os instrumentos podem ser feitos de uma variedade de materiais, como sementes, madeiras, fibras, pedras, objetos cerâmicos, ovos, ossos, chifres e cascos de animais. Não seguindo o sistema tonal ocidental, a sua sonoridade apresenta uma enorme sutileza e complexidade especialmente nos timbres e nas alturas. O ritmo também é extensamente trabalhado. Contudo, não existe desenvolvimento de polifonia ou harmonia reais (num sentido ocidental), sendo de uma espécie monódica ou no máximo heterofônica, com alguns exemplos de composição antifonal. Não existe notação, e o acervo de composições antigas é transmitido pela prática continuada entre as gerações. A criação de novas músicas é geralmente adstrita aos pajés, que as intuem em seus transes onde estabelecem contato com deuses e ancestrais, ou surgem nos sonhos dos guerreiros mais distinguidos da tribo.
Também há rigorosas prescrições para uso de determinadas melodias e para quem será o intérprete, e para quando serão executadas. Há músicas e instrumentos exclusivos dos homens, outros só de mulheres, ou melodias cantadas apenas em um certo rito ou com uma função específica. Em algumas tribos as mulheres não podem sequer ver certos instrumentos (embora devam ouvir sua música), como as flautas produzidas com madeira de certas árvores sagradas como a paxiúba e embaúba, consideradas como sendo o corpo místico de seus heróis.
A interpretação musical está usualmente cercada de rituais propiciatórios ou facilitadores, como a pintura de uma linha sobre o ouvido e lábio para facilitar o aprendizado de canções, colocar um ramo de enodoréu à orelha para não esquecer a melodia, e uma série de outras praxes.